# Шаховске фигуре
У шаху, један играч игра белим, а други црним фигурама, наизменично померајући своје фигуре, при чему бели има предност првог потеза.
На почетку партије један играч има 16 светло обојених фигура („беле“ фигуре), а други има 16 тамно обојених фигура („црне“ фигуре). Те фигуре су следеће:
- један бели краљ, обично означен симболом ♔
- једна бела дама, обично означена симболом ♕
- два бела топа, обично означена симболом ♖
- два бела ловца, обично означена симболом ♗
- два бела скакача, обично означена симболом ♘
- осам белих пешака, обично означени симболом ♙
- један црни краљ, обично означен симболом ♚
- једна црна дама, обично означена симболом ♛
- два црна топа, обично означена симболом ♜
- два црна ловца, обично означена симболом ♝
- два црна скакача, обично означена симболом ♞
- осам црних пешака, обично означени симболом ♟.

## Кретање фигура
Није дозвољено повући фигуру на поље које заузима фигура исте боје. Ако се фигура повуче на поље које заузима противничка фигура, иста се узима и уклања са табле као део истог потеза. За фигуру се каже да напада противничку фигуру, ако може постићи освајање тог поља. Сматра се да фигура напада поље чак и ако је таква фигура спречена да се покрене на то поље због тога што би то оставило или поставило краља исте боје под нападом.

### Кретање ловца, топа и даме
Када се изводи потез ловцем, топом или дамом, те фигуре на свом путу не могу да пређу преко преко поља на којем се налази нека друга фигура.
Ловац се може кретати до било ког поља дуж дијагонале на којем се то поље налази.
Топ се може кретати на свим пољима дуж линије или реда на коме стоји.
Дама може да се помера по свим пољима дуж линије, реда или дијагонале на којој стоји.
|   | a | b | c | d | e | f | g | h |   |
| 8 | a8 black cross · b7 black cross · h7 black cross · c6 black cross · g6 black cross · d5 black cross · f5 black cross · e4 black bishop · d3 black cross · f3 black cross · c2 black cross · g2 black cross · b1 black cross · h1 black cross | a8 black cross · b7 black cross · h7 black cross · c6 black cross · g6 black cross · d5 black cross · f5 black cross · e4 black bishop · d3 black cross · f3 black cross · c2 black cross · g2 black cross · b1 black cross · h1 black cross | a8 black cross · b7 black cross · h7 black cross · c6 black cross · g6 black cross · d5 black cross · f5 black cross · e4 black bishop · d3 black cross · f3 black cross · c2 black cross · g2 black cross · b1 black cross · h1 black cross | a8 black cross · b7 black cross · h7 black cross · c6 black cross · g6 black cross · d5 black cross · f5 black cross · e4 black bishop · d3 black cross · f3 black cross · c2 black cross · g2 black cross · b1 black cross · h1 black cross | a8 black cross · b7 black cross · h7 black cross · c6 black cross · g6 black cross · d5 black cross · f5 black cross · e4 black bishop · d3 black cross · f3 black cross · c2 black cross · g2 black cross · b1 black cross · h1 black cross | a8 black cross · b7 black cross · h7 black cross · c6 black cross · g6 black cross · d5 black cross · f5 black cross · e4 black bishop · d3 black cross · f3 black cross · c2 black cross · g2 black cross · b1 black cross · h1 black cross | a8 black cross · b7 black cross · h7 black cross · c6 black cross · g6 black cross · d5 black cross · f5 black cross · e4 black bishop · d3 black cross · f3 black cross · c2 black cross · g2 black cross · b1 black cross · h1 black cross | a8 black cross · b7 black cross · h7 black cross · c6 black cross · g6 black cross · d5 black cross · f5 black cross · e4 black bishop · d3 black cross · f3 black cross · c2 black cross · g2 black cross · b1 black cross · h1 black cross | 8 |
| 7 | a8 black cross · b7 black cross · h7 black cross · c6 black cross · g6 black cross · d5 black cross · f5 black cross · e4 black bishop · d3 black cross · f3 black cross · c2 black cross · g2 black cross · b1 black cross · h1 black cross | a8 black cross · b7 black cross · h7 black cross · c6 black cross · g6 black cross · d5 black cross · f5 black cross · e4 black bishop · d3 black cross · f3 black cross · c2 black cross · g2 black cross · b1 black cross · h1 black cross | a8 black cross · b7 black cross · h7 black cross · c6 black cross · g6 black cross · d5 black cross · f5 black cross · e4 black bishop · d3 black cross · f3 black cross · c2 black cross · g2 black cross · b1 black cross · h1 black cross | a8 black cross · b7 black cross · h7 black cross · c6 black cross · g6 black cross · d5 black cross · f5 black cross · e4 black bishop · d3 black cross · f3 black cross · c2 black cross · g2 black cross · b1 black cross · h1 black cross | a8 black cross · b7 black cross · h7 black cross · c6 black cross · g6 black cross · d5 black cross · f5 black cross · e4 black bishop · d3 black cross · f3 black cross · c2 black cross · g2 black cross · b1 black cross · h1 black cross | a8 black cross · b7 black cross · h7 black cross · c6 black cross · g6 black cross · d5 black cross · f5 black cross · e4 black bishop · d3 black cross · f3 black cross · c2 black cross · g2 black cross · b1 black cross · h1 black cross | a8 black cross · b7 black cross · h7 black cross · c6 black cross · g6 black cross · d5 black cross · f5 black cross · e4 black bishop · d3 black cross · f3 black cross · c2 black cross · g2 black cross · b1 black cross · h1 black cross | a8 black cross · b7 black cross · h7 black cross · c6 black cross · g6 black cross · d5 black cross · f5 black cross · e4 black bishop · d3 black cross · f3 black cross · c2 black cross · g2 black cross · b1 black cross · h1 black cross | 7 |
| 6 | a8 black cross · b7 black cross · h7 black cross · c6 black cross · g6 black cross · d5 black cross · f5 black cross · e4 black bishop · d3 black cross · f3 black cross · c2 black cross · g2 black cross · b1 black cross · h1 black cross | a8 black cross · b7 black cross · h7 black cross · c6 black cross · g6 black cross · d5 black cross · f5 black cross · e4 black bishop · d3 black cross · f3 black cross · c2 black cross · g2 black cross · b1 black cross · h1 black cross | a8 black cross · b7 black cross · h7 black cross · c6 black cross · g6 black cross · d5 black cross · f5 black cross · e4 black bishop · d3 black cross · f3 black cross · c2 black cross · g2 black cross · b1 black cross · h1 black cross | a8 black cross · b7 black cross · h7 black cross · c6 black cross · g6 black cross · d5 black cross · f5 black cross · e4 black bishop · d3 black cross · f3 black cross · c2 black cross · g2 black cross · b1 black cross · h1 black cross | a8 black cross · b7 black cross · h7 black cross · c6 black cross · g6 black cross · d5 black cross · f5 black cross · e4 black bishop · d3 black cross · f3 black cross · c2 black cross · g2 black cross · b1 black cross · h1 black cross | a8 black cross · b7 black cross · h7 black cross · c6 black cross · g6 black cross · d5 black cross · f5 black cross · e4 black bishop · d3 black cross · f3 black cross · c2 black cross · g2 black cross · b1 black cross · h1 black cross | a8 black cross · b7 black cross · h7 black cross · c6 black cross · g6 black cross · d5 black cross · f5 black cross · e4 black bishop · d3 black cross · f3 black cross · c2 black cross · g2 black cross · b1 black cross · h1 black cross | a8 black cross · b7 black cross · h7 black cross · c6 black cross · g6 black cross · d5 black cross · f5 black cross · e4 black bishop · d3 black cross · f3 black cross · c2 black cross · g2 black cross · b1 black cross · h1 black cross | 6 |
| 5 | a8 black cross · b7 black cross · h7 black cross · c6 black cross · g6 black cross · d5 black cross · f5 black cross · e4 black bishop · d3 black cross · f3 black cross · c2 black cross · g2 black cross · b1 black cross · h1 black cross | a8 black cross · b7 black cross · h7 black cross · c6 black cross · g6 black cross · d5 black cross · f5 black cross · e4 black bishop · d3 black cross · f3 black cross · c2 black cross · g2 black cross · b1 black cross · h1 black cross | a8 black cross · b7 black cross · h7 black cross · c6 black cross · g6 black cross · d5 black cross · f5 black cross · e4 black bishop · d3 black cross · f3 black cross · c2 black cross · g2 black cross · b1 black cross · h1 black cross | a8 black cross · b7 black cross · h7 black cross · c6 black cross · g6 black cross · d5 black cross · f5 black cross · e4 black bishop · d3 black cross · f3 black cross · c2 black cross · g2 black cross · b1 black cross · h1 black cross | a8 black cross · b7 black cross · h7 black cross · c6 black cross · g6 black cross · d5 black cross · f5 black cross · e4 black bishop · d3 black cross · f3 black cross · c2 black cross · g2 black cross · b1 black cross · h1 black cross | a8 black cross · b7 black cross · h7 black cross · c6 black cross · g6 black cross · d5 black cross · f5 black cross · e4 black bishop · d3 black cross · f3 black cross · c2 black cross · g2 black cross · b1 black cross · h1 black cross | a8 black cross · b7 black cross · h7 black cross · c6 black cross · g6 black cross · d5 black cross · f5 black cross · e4 black bishop · d3 black cross · f3 black cross · c2 black cross · g2 black cross · b1 black cross · h1 black cross | a8 black cross · b7 black cross · h7 black cross · c6 black cross · g6 black cross · d5 black cross · f5 black cross · e4 black bishop · d3 black cross · f3 black cross · c2 black cross · g2 black cross · b1 black cross · h1 black cross | 5 |
| 4 | a8 black cross · b7 black cross · h7 black cross · c6 black cross · g6 black cross · d5 black cross · f5 black cross · e4 black bishop · d3 black cross · f3 black cross · c2 black cross · g2 black cross · b1 black cross · h1 black cross | a8 black cross · b7 black cross · h7 black cross · c6 black cross · g6 black cross · d5 black cross · f5 black cross · e4 black bishop · d3 black cross · f3 black cross · c2 black cross · g2 black cross · b1 black cross · h1 black cross | a8 black cross · b7 black cross · h7 black cross · c6 black cross · g6 black cross · d5 black cross · f5 black cross · e4 black bishop · d3 black cross · f3 black cross · c2 black cross · g2 black cross · b1 black cross · h1 black cross | a8 black cross · b7 black cross · h7 black cross · c6 black cross · g6 black cross · d5 black cross · f5 black cross · e4 black bishop · d3 black cross · f3 black cross · c2 black cross · g2 black cross · b1 black cross · h1 black cross | a8 black cross · b7 black cross · h7 black cross · c6 black cross · g6 black cross · d5 black cross · f5 black cross · e4 black bishop · d3 black cross · f3 black cross · c2 black cross · g2 black cross · b1 black cross · h1 black cross | a8 black cross · b7 black cross · h7 black cross · c6 black cross · g6 black cross · d5 black cross · f5 black cross · e4 black bishop · d3 black cross · f3 black cross · c2 black cross · g2 black cross · b1 black cross · h1 black cross | a8 black cross · b7 black cross · h7 black cross · c6 black cross · g6 black cross · d5 black cross · f5 black cross · e4 black bishop · d3 black cross · f3 black cross · c2 black cross · g2 black cross · b1 black cross · h1 black cross | a8 black cross · b7 black cross · h7 black cross · c6 black cross · g6 black cross · d5 black cross · f5 black cross · e4 black bishop · d3 black cross · f3 black cross · c2 black cross · g2 black cross · b1 black cross · h1 black cross | 4 |
| 3 | a8 black cross · b7 black cross · h7 black cross · c6 black cross · g6 black cross · d5 black cross · f5 black cross · e4 black bishop · d3 black cross · f3 black cross · c2 black cross · g2 black cross · b1 black cross · h1 black cross | a8 black cross · b7 black cross · h7 black cross · c6 black cross · g6 black cross · d5 black cross · f5 black cross · e4 black bishop · d3 black cross · f3 black cross · c2 black cross · g2 black cross · b1 black cross · h1 black cross | a8 black cross · b7 black cross · h7 black cross · c6 black cross · g6 black cross · d5 black cross · f5 black cross · e4 black bishop · d3 black cross · f3 black cross · c2 black cross · g2 black cross · b1 black cross · h1 black cross | a8 black cross · b7 black cross · h7 black cross · c6 black cross · g6 black cross · d5 black cross · f5 black cross · e4 black bishop · d3 black cross · f3 black cross · c2 black cross · g2 black cross · b1 black cross · h1 black cross | a8 black cross · b7 black cross · h7 black cross · c6 black cross · g6 black cross · d5 black cross · f5 black cross · e4 black bishop · d3 black cross · f3 black cross · c2 black cross · g2 black cross · b1 black cross · h1 black cross | a8 black cross · b7 black cross · h7 black cross · c6 black cross · g6 black cross · d5 black cross · f5 black cross · e4 black bishop · d3 black cross · f3 black cross · c2 black cross · g2 black cross · b1 black cross · h1 black cross | a8 black cross · b7 black cross · h7 black cross · c6 black cross · g6 black cross · d5 black cross · f5 black cross · e4 black bishop · d3 black cross · f3 black cross · c2 black cross · g2 black cross · b1 black cross · h1 black cross | a8 black cross · b7 black cross · h7 black cross · c6 black cross · g6 black cross · d5 black cross · f5 black cross · e4 black bishop · d3 black cross · f3 black cross · c2 black cross · g2 black cross · b1 black cross · h1 black cross | 3 |
| 2 | a8 black cross · b7 black cross · h7 black cross · c6 black cross · g6 black cross · d5 black cross · f5 black cross · e4 black bishop · d3 black cross · f3 black cross · c2 black cross · g2 black cross · b1 black cross · h1 black cross | a8 black cross · b7 black cross · h7 black cross · c6 black cross · g6 black cross · d5 black cross · f5 black cross · e4 black bishop · d3 black cross · f3 black cross · c2 black cross · g2 black cross · b1 black cross · h1 black cross | a8 black cross · b7 black cross · h7 black cross · c6 black cross · g6 black cross · d5 black cross · f5 black cross · e4 black bishop · d3 black cross · f3 black cross · c2 black cross · g2 black cross · b1 black cross · h1 black cross | a8 black cross · b7 black cross · h7 black cross · c6 black cross · g6 black cross · d5 black cross · f5 black cross · e4 black bishop · d3 black cross · f3 black cross · c2 black cross · g2 black cross · b1 black cross · h1 black cross | a8 black cross · b7 black cross · h7 black cross · c6 black cross · g6 black cross · d5 black cross · f5 black cross · e4 black bishop · d3 black cross · f3 black cross · c2 black cross · g2 black cross · b1 black cross · h1 black cross | a8 black cross · b7 black cross · h7 black cross · c6 black cross · g6 black cross · d5 black cross · f5 black cross · e4 black bishop · d3 black cross · f3 black cross · c2 black cross · g2 black cross · b1 black cross · h1 black cross | a8 black cross · b7 black cross · h7 black cross · c6 black cross · g6 black cross · d5 black cross · f5 black cross · e4 black bishop · d3 black cross · f3 black cross · c2 black cross · g2 black cross · b1 black cross · h1 black cross | a8 black cross · b7 black cross · h7 black cross · c6 black cross · g6 black cross · d5 black cross · f5 black cross · e4 black bishop · d3 black cross · f3 black cross · c2 black cross · g2 black cross · b1 black cross · h1 black cross | 2 |
| 1 | a8 black cross · b7 black cross · h7 black cross · c6 black cross · g6 black cross · d5 black cross · f5 black cross · e4 black bishop · d3 black cross · f3 black cross · c2 black cross · g2 black cross · b1 black cross · h1 black cross | a8 black cross · b7 black cross · h7 black cross · c6 black cross · g6 black cross · d5 black cross · f5 black cross · e4 black bishop · d3 black cross · f3 black cross · c2 black cross · g2 black cross · b1 black cross · h1 black cross | a8 black cross · b7 black cross · h7 black cross · c6 black cross · g6 black cross · d5 black cross · f5 black cross · e4 black bishop · d3 black cross · f3 black cross · c2 black cross · g2 black cross · b1 black cross · h1 black cross | a8 black cross · b7 black cross · h7 black cross · c6 black cross · g6 black cross · d5 black cross · f5 black cross · e4 black bishop · d3 black cross · f3 black cross · c2 black cross · g2 black cross · b1 black cross · h1 black cross | a8 black cross · b7 black cross · h7 black cross · c6 black cross · g6 black cross · d5 black cross · f5 black cross · e4 black bishop · d3 black cross · f3 black cross · c2 black cross · g2 black cross · b1 black cross · h1 black cross | a8 black cross · b7 black cross · h7 black cross · c6 black cross · g6 black cross · d5 black cross · f5 black cross · e4 black bishop · d3 black cross · f3 black cross · c2 black cross · g2 black cross · b1 black cross · h1 black cross | a8 black cross · b7 black cross · h7 black cross · c6 black cross · g6 black cross · d5 black cross · f5 black cross · e4 black bishop · d3 black cross · f3 black cross · c2 black cross · g2 black cross · b1 black cross · h1 black cross | a8 black cross · b7 black cross · h7 black cross · c6 black cross · g6 black cross · d5 black cross · f5 black cross · e4 black bishop · d3 black cross · f3 black cross · c2 black cross · g2 black cross · b1 black cross · h1 black cross | 1 |
|   | a | b | c | d | e | f | g | h |   |

|   | a | b | c | d | e | f | g | h |   |
| 8 | d8 black cross · d7 black cross · d6 black cross · d5 black cross · d4 black cross · a3 black cross · b3 black cross · c3 black cross · d3 black rook · e3 black cross · f3 black cross · g3 black cross · h3 black cross · d2 black cross · d1 black cross | d8 black cross · d7 black cross · d6 black cross · d5 black cross · d4 black cross · a3 black cross · b3 black cross · c3 black cross · d3 black rook · e3 black cross · f3 black cross · g3 black cross · h3 black cross · d2 black cross · d1 black cross | d8 black cross · d7 black cross · d6 black cross · d5 black cross · d4 black cross · a3 black cross · b3 black cross · c3 black cross · d3 black rook · e3 black cross · f3 black cross · g3 black cross · h3 black cross · d2 black cross · d1 black cross | d8 black cross · d7 black cross · d6 black cross · d5 black cross · d4 black cross · a3 black cross · b3 black cross · c3 black cross · d3 black rook · e3 black cross · f3 black cross · g3 black cross · h3 black cross · d2 black cross · d1 black cross | d8 black cross · d7 black cross · d6 black cross · d5 black cross · d4 black cross · a3 black cross · b3 black cross · c3 black cross · d3 black rook · e3 black cross · f3 black cross · g3 black cross · h3 black cross · d2 black cross · d1 black cross | d8 black cross · d7 black cross · d6 black cross · d5 black cross · d4 black cross · a3 black cross · b3 black cross · c3 black cross · d3 black rook · e3 black cross · f3 black cross · g3 black cross · h3 black cross · d2 black cross · d1 black cross | d8 black cross · d7 black cross · d6 black cross · d5 black cross · d4 black cross · a3 black cross · b3 black cross · c3 black cross · d3 black rook · e3 black cross · f3 black cross · g3 black cross · h3 black cross · d2 black cross · d1 black cross | d8 black cross · d7 black cross · d6 black cross · d5 black cross · d4 black cross · a3 black cross · b3 black cross · c3 black cross · d3 black rook · e3 black cross · f3 black cross · g3 black cross · h3 black cross · d2 black cross · d1 black cross | 8 |
| 7 | d8 black cross · d7 black cross · d6 black cross · d5 black cross · d4 black cross · a3 black cross · b3 black cross · c3 black cross · d3 black rook · e3 black cross · f3 black cross · g3 black cross · h3 black cross · d2 black cross · d1 black cross | d8 black cross · d7 black cross · d6 black cross · d5 black cross · d4 black cross · a3 black cross · b3 black cross · c3 black cross · d3 black rook · e3 black cross · f3 black cross · g3 black cross · h3 black cross · d2 black cross · d1 black cross | d8 black cross · d7 black cross · d6 black cross · d5 black cross · d4 black cross · a3 black cross · b3 black cross · c3 black cross · d3 black rook · e3 black cross · f3 black cross · g3 black cross · h3 black cross · d2 black cross · d1 black cross | d8 black cross · d7 black cross · d6 black cross · d5 black cross · d4 black cross · a3 black cross · b3 black cross · c3 black cross · d3 black rook · e3 black cross · f3 black cross · g3 black cross · h3 black cross · d2 black cross · d1 black cross | d8 black cross · d7 black cross · d6 black cross · d5 black cross · d4 black cross · a3 black cross · b3 black cross · c3 black cross · d3 black rook · e3 black cross · f3 black cross · g3 black cross · h3 black cross · d2 black cross · d1 black cross | d8 black cross · d7 black cross · d6 black cross · d5 black cross · d4 black cross · a3 black cross · b3 black cross · c3 black cross · d3 black rook · e3 black cross · f3 black cross · g3 black cross · h3 black cross · d2 black cross · d1 black cross | d8 black cross · d7 black cross · d6 black cross · d5 black cross · d4 black cross · a3 black cross · b3 black cross · c3 black cross · d3 black rook · e3 black cross · f3 black cross · g3 black cross · h3 black cross · d2 black cross · d1 black cross | d8 black cross · d7 black cross · d6 black cross · d5 black cross · d4 black cross · a3 black cross · b3 black cross · c3 black cross · d3 black rook · e3 black cross · f3 black cross · g3 black cross · h3 black cross · d2 black cross · d1 black cross | 7 |
| 6 | d8 black cross · d7 black cross · d6 black cross · d5 black cross · d4 black cross · a3 black cross · b3 black cross · c3 black cross · d3 black rook · e3 black cross · f3 black cross · g3 black cross · h3 black cross · d2 black cross · d1 black cross | d8 black cross · d7 black cross · d6 black cross · d5 black cross · d4 black cross · a3 black cross · b3 black cross · c3 black cross · d3 black rook · e3 black cross · f3 black cross · g3 black cross · h3 black cross · d2 black cross · d1 black cross | d8 black cross · d7 black cross · d6 black cross · d5 black cross · d4 black cross · a3 black cross · b3 black cross · c3 black cross · d3 black rook · e3 black cross · f3 black cross · g3 black cross · h3 black cross · d2 black cross · d1 black cross | d8 black cross · d7 black cross · d6 black cross · d5 black cross · d4 black cross · a3 black cross · b3 black cross · c3 black cross · d3 black rook · e3 black cross · f3 black cross · g3 black cross · h3 black cross · d2 black cross · d1 black cross | d8 black cross · d7 black cross · d6 black cross · d5 black cross · d4 black cross · a3 black cross · b3 black cross · c3 black cross · d3 black rook · e3 black cross · f3 black cross · g3 black cross · h3 black cross · d2 black cross · d1 black cross | d8 black cross · d7 black cross · d6 black cross · d5 black cross · d4 black cross · a3 black cross · b3 black cross · c3 black cross · d3 black rook · e3 black cross · f3 black cross · g3 black cross · h3 black cross · d2 black cross · d1 black cross | d8 black cross · d7 black cross · d6 black cross · d5 black cross · d4 black cross · a3 black cross · b3 black cross · c3 black cross · d3 black rook · e3 black cross · f3 black cross · g3 black cross · h3 black cross · d2 black cross · d1 black cross | d8 black cross · d7 black cross · d6 black cross · d5 black cross · d4 black cross · a3 black cross · b3 black cross · c3 black cross · d3 black rook · e3 black cross · f3 black cross · g3 black cross · h3 black cross · d2 black cross · d1 black cross | 6 |
| 5 | d8 black cross · d7 black cross · d6 black cross · d5 black cross · d4 black cross · a3 black cross · b3 black cross · c3 black cross · d3 black rook · e3 black cross · f3 black cross · g3 black cross · h3 black cross · d2 black cross · d1 black cross | d8 black cross · d7 black cross · d6 black cross · d5 black cross · d4 black cross · a3 black cross · b3 black cross · c3 black cross · d3 black rook · e3 black cross · f3 black cross · g3 black cross · h3 black cross · d2 black cross · d1 black cross | d8 black cross · d7 black cross · d6 black cross · d5 black cross · d4 black cross · a3 black cross · b3 black cross · c3 black cross · d3 black rook · e3 black cross · f3 black cross · g3 black cross · h3 black cross · d2 black cross · d1 black cross | d8 black cross · d7 black cross · d6 black cross · d5 black cross · d4 black cross · a3 black cross · b3 black cross · c3 black cross · d3 black rook · e3 black cross · f3 black cross · g3 black cross · h3 black cross · d2 black cross · d1 black cross | d8 black cross · d7 black cross · d6 black cross · d5 black cross · d4 black cross · a3 black cross · b3 black cross · c3 black cross · d3 black rook · e3 black cross · f3 black cross · g3 black cross · h3 black cross · d2 black cross · d1 black cross | d8 black cross · d7 black cross · d6 black cross · d5 black cross · d4 black cross · a3 black cross · b3 black cross · c3 black cross · d3 black rook · e3 black cross · f3 black cross · g3 black cross · h3 black cross · d2 black cross · d1 black cross | d8 black cross · d7 black cross · d6 black cross · d5 black cross · d4 black cross · a3 black cross · b3 black cross · c3 black cross · d3 black rook · e3 black cross · f3 black cross · g3 black cross · h3 black cross · d2 black cross · d1 black cross | d8 black cross · d7 black cross · d6 black cross · d5 black cross · d4 black cross · a3 black cross · b3 black cross · c3 black cross · d3 black rook · e3 black cross · f3 black cross · g3 black cross · h3 black cross · d2 black cross · d1 black cross | 5 |
| 4 | d8 black cross · d7 black cross · d6 black cross · d5 black cross · d4 black cross · a3 black cross · b3 black cross · c3 black cross · d3 black rook · e3 black cross · f3 black cross · g3 black cross · h3 black cross · d2 black cross · d1 black cross | d8 black cross · d7 black cross · d6 black cross · d5 black cross · d4 black cross · a3 black cross · b3 black cross · c3 black cross · d3 black rook · e3 black cross · f3 black cross · g3 black cross · h3 black cross · d2 black cross · d1 black cross | d8 black cross · d7 black cross · d6 black cross · d5 black cross · d4 black cross · a3 black cross · b3 black cross · c3 black cross · d3 black rook · e3 black cross · f3 black cross · g3 black cross · h3 black cross · d2 black cross · d1 black cross | d8 black cross · d7 black cross · d6 black cross · d5 black cross · d4 black cross · a3 black cross · b3 black cross · c3 black cross · d3 black rook · e3 black cross · f3 black cross · g3 black cross · h3 black cross · d2 black cross · d1 black cross | d8 black cross · d7 black cross · d6 black cross · d5 black cross · d4 black cross · a3 black cross · b3 black cross · c3 black cross · d3 black rook · e3 black cross · f3 black cross · g3 black cross · h3 black cross · d2 black cross · d1 black cross | d8 black cross · d7 black cross · d6 black cross · d5 black cross · d4 black cross · a3 black cross · b3 black cross · c3 black cross · d3 black rook · e3 black cross · f3 black cross · g3 black cross · h3 black cross · d2 black cross · d1 black cross | d8 black cross · d7 black cross · d6 black cross · d5 black cross · d4 black cross · a3 black cross · b3 black cross · c3 black cross · d3 black rook · e3 black cross · f3 black cross · g3 black cross · h3 black cross · d2 black cross · d1 black cross | d8 black cross · d7 black cross · d6 black cross · d5 black cross · d4 black cross · a3 black cross · b3 black cross · c3 black cross · d3 black rook · e3 black cross · f3 black cross · g3 black cross · h3 black cross · d2 black cross · d1 black cross | 4 |
| 3 | d8 black cross · d7 black cross · d6 black cross · d5 black cross · d4 black cross · a3 black cross · b3 black cross · c3 black cross · d3 black rook · e3 black cross · f3 black cross · g3 black cross · h3 black cross · d2 black cross · d1 black cross | d8 black cross · d7 black cross · d6 black cross · d5 black cross · d4 black cross · a3 black cross · b3 black cross · c3 black cross · d3 black rook · e3 black cross · f3 black cross · g3 black cross · h3 black cross · d2 black cross · d1 black cross | d8 black cross · d7 black cross · d6 black cross · d5 black cross · d4 black cross · a3 black cross · b3 black cross · c3 black cross · d3 black rook · e3 black cross · f3 black cross · g3 black cross · h3 black cross · d2 black cross · d1 black cross | d8 black cross · d7 black cross · d6 black cross · d5 black cross · d4 black cross · a3 black cross · b3 black cross · c3 black cross · d3 black rook · e3 black cross · f3 black cross · g3 black cross · h3 black cross · d2 black cross · d1 black cross | d8 black cross · d7 black cross · d6 black cross · d5 black cross · d4 black cross · a3 black cross · b3 black cross · c3 black cross · d3 black rook · e3 black cross · f3 black cross · g3 black cross · h3 black cross · d2 black cross · d1 black cross | d8 black cross · d7 black cross · d6 black cross · d5 black cross · d4 black cross · a3 black cross · b3 black cross · c3 black cross · d3 black rook · e3 black cross · f3 black cross · g3 black cross · h3 black cross · d2 black cross · d1 black cross | d8 black cross · d7 black cross · d6 black cross · d5 black cross · d4 black cross · a3 black cross · b3 black cross · c3 black cross · d3 black rook · e3 black cross · f3 black cross · g3 black cross · h3 black cross · d2 black cross · d1 black cross | d8 black cross · d7 black cross · d6 black cross · d5 black cross · d4 black cross · a3 black cross · b3 black cross · c3 black cross · d3 black rook · e3 black cross · f3 black cross · g3 black cross · h3 black cross · d2 black cross · d1 black cross | 3 |
| 2 | d8 black cross · d7 black cross · d6 black cross · d5 black cross · d4 black cross · a3 black cross · b3 black cross · c3 black cross · d3 black rook · e3 black cross · f3 black cross · g3 black cross · h3 black cross · d2 black cross · d1 black cross | d8 black cross · d7 black cross · d6 black cross · d5 black cross · d4 black cross · a3 black cross · b3 black cross · c3 black cross · d3 black rook · e3 black cross · f3 black cross · g3 black cross · h3 black cross · d2 black cross · d1 black cross | d8 black cross · d7 black cross · d6 black cross · d5 black cross · d4 black cross · a3 black cross · b3 black cross · c3 black cross · d3 black rook · e3 black cross · f3 black cross · g3 black cross · h3 black cross · d2 black cross · d1 black cross | d8 black cross · d7 black cross · d6 black cross · d5 black cross · d4 black cross · a3 black cross · b3 black cross · c3 black cross · d3 black rook · e3 black cross · f3 black cross · g3 black cross · h3 black cross · d2 black cross · d1 black cross | d8 black cross · d7 black cross · d6 black cross · d5 black cross · d4 black cross · a3 black cross · b3 black cross · c3 black cross · d3 black rook · e3 black cross · f3 black cross · g3 black cross · h3 black cross · d2 black cross · d1 black cross | d8 black cross · d7 black cross · d6 black cross · d5 black cross · d4 black cross · a3 black cross · b3 black cross · c3 black cross · d3 black rook · e3 black cross · f3 black cross · g3 black cross · h3 black cross · d2 black cross · d1 black cross | d8 black cross · d7 black cross · d6 black cross · d5 black cross · d4 black cross · a3 black cross · b3 black cross · c3 black cross · d3 black rook · e3 black cross · f3 black cross · g3 black cross · h3 black cross · d2 black cross · d1 black cross | d8 black cross · d7 black cross · d6 black cross · d5 black cross · d4 black cross · a3 black cross · b3 black cross · c3 black cross · d3 black rook · e3 black cross · f3 black cross · g3 black cross · h3 black cross · d2 black cross · d1 black cross | 2 |
| 1 | d8 black cross · d7 black cross · d6 black cross · d5 black cross · d4 black cross · a3 black cross · b3 black cross · c3 black cross · d3 black rook · e3 black cross · f3 black cross · g3 black cross · h3 black cross · d2 black cross · d1 black cross | d8 black cross · d7 black cross · d6 black cross · d5 black cross · d4 black cross · a3 black cross · b3 black cross · c3 black cross · d3 black rook · e3 black cross · f3 black cross · g3 black cross · h3 black cross · d2 black cross · d1 black cross | d8 black cross · d7 black cross · d6 black cross · d5 black cross · d4 black cross · a3 black cross · b3 black cross · c3 black cross · d3 black rook · e3 black cross · f3 black cross · g3 black cross · h3 black cross · d2 black cross · d1 black cross | d8 black cross · d7 black cross · d6 black cross · d5 black cross · d4 black cross · a3 black cross · b3 black cross · c3 black cross · d3 black rook · e3 black cross · f3 black cross · g3 black cross · h3 black cross · d2 black cross · d1 black cross | d8 black cross · d7 black cross · d6 black cross · d5 black cross · d4 black cross · a3 black cross · b3 black cross · c3 black cross · d3 black rook · e3 black cross · f3 black cross · g3 black cross · h3 black cross · d2 black cross · d1 black cross | d8 black cross · d7 black cross · d6 black cross · d5 black cross · d4 black cross · a3 black cross · b3 black cross · c3 black cross · d3 black rook · e3 black cross · f3 black cross · g3 black cross · h3 black cross · d2 black cross · d1 black cross | d8 black cross · d7 black cross · d6 black cross · d5 black cross · d4 black cross · a3 black cross · b3 black cross · c3 black cross · d3 black rook · e3 black cross · f3 black cross · g3 black cross · h3 black cross · d2 black cross · d1 black cross | d8 black cross · d7 black cross · d6 black cross · d5 black cross · d4 black cross · a3 black cross · b3 black cross · c3 black cross · d3 black rook · e3 black cross · f3 black cross · g3 black cross · h3 black cross · d2 black cross · d1 black cross | 1 |
|   | a | b | c | d | e | f | g | h |   |

|   | a | b | c | d | e | f | g | h |   |
| 8 | a8 black cross · e8 black cross · b7 black cross · e7 black cross · h7 black cross · c6 black cross · e6 black cross · g6 black cross · d5 black cross · e5 black cross · f5 black cross · a4 black cross · b4 black cross · c4 black cross · d4 black cross · e4 black queen · f4 black cross · g4 black cross · h4 black cross · d3 black cross · e3 black cross · f3 black cross · c2 black cross · e2 black cross · g2 black cross · b1 black cross · e1 black cross · h1 black cross | a8 black cross · e8 black cross · b7 black cross · e7 black cross · h7 black cross · c6 black cross · e6 black cross · g6 black cross · d5 black cross · e5 black cross · f5 black cross · a4 black cross · b4 black cross · c4 black cross · d4 black cross · e4 black queen · f4 black cross · g4 black cross · h4 black cross · d3 black cross · e3 black cross · f3 black cross · c2 black cross · e2 black cross · g2 black cross · b1 black cross · e1 black cross · h1 black cross | a8 black cross · e8 black cross · b7 black cross · e7 black cross · h7 black cross · c6 black cross · e6 black cross · g6 black cross · d5 black cross · e5 black cross · f5 black cross · a4 black cross · b4 black cross · c4 black cross · d4 black cross · e4 black queen · f4 black cross · g4 black cross · h4 black cross · d3 black cross · e3 black cross · f3 black cross · c2 black cross · e2 black cross · g2 black cross · b1 black cross · e1 black cross · h1 black cross | a8 black cross · e8 black cross · b7 black cross · e7 black cross · h7 black cross · c6 black cross · e6 black cross · g6 black cross · d5 black cross · e5 black cross · f5 black cross · a4 black cross · b4 black cross · c4 black cross · d4 black cross · e4 black queen · f4 black cross · g4 black cross · h4 black cross · d3 black cross · e3 black cross · f3 black cross · c2 black cross · e2 black cross · g2 black cross · b1 black cross · e1 black cross · h1 black cross | a8 black cross · e8 black cross · b7 black cross · e7 black cross · h7 black cross · c6 black cross · e6 black cross · g6 black cross · d5 black cross · e5 black cross · f5 black cross · a4 black cross · b4 black cross · c4 black cross · d4 black cross · e4 black queen · f4 black cross · g4 black cross · h4 black cross · d3 black cross · e3 black cross · f3 black cross · c2 black cross · e2 black cross · g2 black cross · b1 black cross · e1 black cross · h1 black cross | a8 black cross · e8 black cross · b7 black cross · e7 black cross · h7 black cross · c6 black cross · e6 black cross · g6 black cross · d5 black cross · e5 black cross · f5 black cross · a4 black cross · b4 black cross · c4 black cross · d4 black cross · e4 black queen · f4 black cross · g4 black cross · h4 black cross · d3 black cross · e3 black cross · f3 black cross · c2 black cross · e2 black cross · g2 black cross · b1 black cross · e1 black cross · h1 black cross | a8 black cross · e8 black cross · b7 black cross · e7 black cross · h7 black cross · c6 black cross · e6 black cross · g6 black cross · d5 black cross · e5 black cross · f5 black cross · a4 black cross · b4 black cross · c4 black cross · d4 black cross · e4 black queen · f4 black cross · g4 black cross · h4 black cross · d3 black cross · e3 black cross · f3 black cross · c2 black cross · e2 black cross · g2 black cross · b1 black cross · e1 black cross · h1 black cross | a8 black cross · e8 black cross · b7 black cross · e7 black cross · h7 black cross · c6 black cross · e6 black cross · g6 black cross · d5 black cross · e5 black cross · f5 black cross · a4 black cross · b4 black cross · c4 black cross · d4 black cross · e4 black queen · f4 black cross · g4 black cross · h4 black cross · d3 black cross · e3 black cross · f3 black cross · c2 black cross · e2 black cross · g2 black cross · b1 black cross · e1 black cross · h1 black cross | 8 |
| 7 | a8 black cross · e8 black cross · b7 black cross · e7 black cross · h7 black cross · c6 black cross · e6 black cross · g6 black cross · d5 black cross · e5 black cross · f5 black cross · a4 black cross · b4 black cross · c4 black cross · d4 black cross · e4 black queen · f4 black cross · g4 black cross · h4 black cross · d3 black cross · e3 black cross · f3 black cross · c2 black cross · e2 black cross · g2 black cross · b1 black cross · e1 black cross · h1 black cross | a8 black cross · e8 black cross · b7 black cross · e7 black cross · h7 black cross · c6 black cross · e6 black cross · g6 black cross · d5 black cross · e5 black cross · f5 black cross · a4 black cross · b4 black cross · c4 black cross · d4 black cross · e4 black queen · f4 black cross · g4 black cross · h4 black cross · d3 black cross · e3 black cross · f3 black cross · c2 black cross · e2 black cross · g2 black cross · b1 black cross · e1 black cross · h1 black cross | a8 black cross · e8 black cross · b7 black cross · e7 black cross · h7 black cross · c6 black cross · e6 black cross · g6 black cross · d5 black cross · e5 black cross · f5 black cross · a4 black cross · b4 black cross · c4 black cross · d4 black cross · e4 black queen · f4 black cross · g4 black cross · h4 black cross · d3 black cross · e3 black cross · f3 black cross · c2 black cross · e2 black cross · g2 black cross · b1 black cross · e1 black cross · h1 black cross | a8 black cross · e8 black cross · b7 black cross · e7 black cross · h7 black cross · c6 black cross · e6 black cross · g6 black cross · d5 black cross · e5 black cross · f5 black cross · a4 black cross · b4 black cross · c4 black cross · d4 black cross · e4 black queen · f4 black cross · g4 black cross · h4 black cross · d3 black cross · e3 black cross · f3 black cross · c2 black cross · e2 black cross · g2 black cross · b1 black cross · e1 black cross · h1 black cross | a8 black cross · e8 black cross · b7 black cross · e7 black cross · h7 black cross · c6 black cross · e6 black cross · g6 black cross · d5 black cross · e5 black cross · f5 black cross · a4 black cross · b4 black cross · c4 black cross · d4 black cross · e4 black queen · f4 black cross · g4 black cross · h4 black cross · d3 black cross · e3 black cross · f3 black cross · c2 black cross · e2 black cross · g2 black cross · b1 black cross · e1 black cross · h1 black cross | a8 black cross · e8 black cross · b7 black cross · e7 black cross · h7 black cross · c6 black cross · e6 black cross · g6 black cross · d5 black cross · e5 black cross · f5 black cross · a4 black cross · b4 black cross · c4 black cross · d4 black cross · e4 black queen · f4 black cross · g4 black cross · h4 black cross · d3 black cross · e3 black cross · f3 black cross · c2 black cross · e2 black cross · g2 black cross · b1 black cross · e1 black cross · h1 black cross | a8 black cross · e8 black cross · b7 black cross · e7 black cross · h7 black cross · c6 black cross · e6 black cross · g6 black cross · d5 black cross · e5 black cross · f5 black cross · a4 black cross · b4 black cross · c4 black cross · d4 black cross · e4 black queen · f4 black cross · g4 black cross · h4 black cross · d3 black cross · e3 black cross · f3 black cross · c2 black cross · e2 black cross · g2 black cross · b1 black cross · e1 black cross · h1 black cross | a8 black cross · e8 black cross · b7 black cross · e7 black cross · h7 black cross · c6 black cross · e6 black cross · g6 black cross · d5 black cross · e5 black cross · f5 black cross · a4 black cross · b4 black cross · c4 black cross · d4 black cross · e4 black queen · f4 black cross · g4 black cross · h4 black cross · d3 black cross · e3 black cross · f3 black cross · c2 black cross · e2 black cross · g2 black cross · b1 black cross · e1 black cross · h1 black cross | 7 |
| 6 | a8 black cross · e8 black cross · b7 black cross · e7 black cross · h7 black cross · c6 black cross · e6 black cross · g6 black cross · d5 black cross · e5 black cross · f5 black cross · a4 black cross · b4 black cross · c4 black cross · d4 black cross · e4 black queen · f4 black cross · g4 black cross · h4 black cross · d3 black cross · e3 black cross · f3 black cross · c2 black cross · e2 black cross · g2 black cross · b1 black cross · e1 black cross · h1 black cross | a8 black cross · e8 black cross · b7 black cross · e7 black cross · h7 black cross · c6 black cross · e6 black cross · g6 black cross · d5 black cross · e5 black cross · f5 black cross · a4 black cross · b4 black cross · c4 black cross · d4 black cross · e4 black queen · f4 black cross · g4 black cross · h4 black cross · d3 black cross · e3 black cross · f3 black cross · c2 black cross · e2 black cross · g2 black cross · b1 black cross · e1 black cross · h1 black cross | a8 black cross · e8 black cross · b7 black cross · e7 black cross · h7 black cross · c6 black cross · e6 black cross · g6 black cross · d5 black cross · e5 black cross · f5 black cross · a4 black cross · b4 black cross · c4 black cross · d4 black cross · e4 black queen · f4 black cross · g4 black cross · h4 black cross · d3 black cross · e3 black cross · f3 black cross · c2 black cross · e2 black cross · g2 black cross · b1 black cross · e1 black cross · h1 black cross | a8 black cross · e8 black cross · b7 black cross · e7 black cross · h7 black cross · c6 black cross · e6 black cross · g6 black cross · d5 black cross · e5 black cross · f5 black cross · a4 black cross · b4 black cross · c4 black cross · d4 black cross · e4 black queen · f4 black cross · g4 black cross · h4 black cross · d3 black cross · e3 black cross · f3 black cross · c2 black cross · e2 black cross · g2 black cross · b1 black cross · e1 black cross · h1 black cross | a8 black cross · e8 black cross · b7 black cross · e7 black cross · h7 black cross · c6 black cross · e6 black cross · g6 black cross · d5 black cross · e5 black cross · f5 black cross · a4 black cross · b4 black cross · c4 black cross · d4 black cross · e4 black queen · f4 black cross · g4 black cross · h4 black cross · d3 black cross · e3 black cross · f3 black cross · c2 black cross · e2 black cross · g2 black cross · b1 black cross · e1 black cross · h1 black cross | a8 black cross · e8 black cross · b7 black cross · e7 black cross · h7 black cross · c6 black cross · e6 black cross · g6 black cross · d5 black cross · e5 black cross · f5 black cross · a4 black cross · b4 black cross · c4 black cross · d4 black cross · e4 black queen · f4 black cross · g4 black cross · h4 black cross · d3 black cross · e3 black cross · f3 black cross · c2 black cross · e2 black cross · g2 black cross · b1 black cross · e1 black cross · h1 black cross | a8 black cross · e8 black cross · b7 black cross · e7 black cross · h7 black cross · c6 black cross · e6 black cross · g6 black cross · d5 black cross · e5 black cross · f5 black cross · a4 black cross · b4 black cross · c4 black cross · d4 black cross · e4 black queen · f4 black cross · g4 black cross · h4 black cross · d3 black cross · e3 black cross · f3 black cross · c2 black cross · e2 black cross · g2 black cross · b1 black cross · e1 black cross · h1 black cross | a8 black cross · e8 black cross · b7 black cross · e7 black cross · h7 black cross · c6 black cross · e6 black cross · g6 black cross · d5 black cross · e5 black cross · f5 black cross · a4 black cross · b4 black cross · c4 black cross · d4 black cross · e4 black queen · f4 black cross · g4 black cross · h4 black cross · d3 black cross · e3 black cross · f3 black cross · c2 black cross · e2 black cross · g2 black cross · b1 black cross · e1 black cross · h1 black cross | 6 |
| 5 | a8 black cross · e8 black cross · b7 black cross · e7 black cross · h7 black cross · c6 black cross · e6 black cross · g6 black cross · d5 black cross · e5 black cross · f5 black cross · a4 black cross · b4 black cross · c4 black cross · d4 black cross · e4 black queen · f4 black cross · g4 black cross · h4 black cross · d3 black cross · e3 black cross · f3 black cross · c2 black cross · e2 black cross · g2 black cross · b1 black cross · e1 black cross · h1 black cross | a8 black cross · e8 black cross · b7 black cross · e7 black cross · h7 black cross · c6 black cross · e6 black cross · g6 black cross · d5 black cross · e5 black cross · f5 black cross · a4 black cross · b4 black cross · c4 black cross · d4 black cross · e4 black queen · f4 black cross · g4 black cross · h4 black cross · d3 black cross · e3 black cross · f3 black cross · c2 black cross · e2 black cross · g2 black cross · b1 black cross · e1 black cross · h1 black cross | a8 black cross · e8 black cross · b7 black cross · e7 black cross · h7 black cross · c6 black cross · e6 black cross · g6 black cross · d5 black cross · e5 black cross · f5 black cross · a4 black cross · b4 black cross · c4 black cross · d4 black cross · e4 black queen · f4 black cross · g4 black cross · h4 black cross · d3 black cross · e3 black cross · f3 black cross · c2 black cross · e2 black cross · g2 black cross · b1 black cross · e1 black cross · h1 black cross | a8 black cross · e8 black cross · b7 black cross · e7 black cross · h7 black cross · c6 black cross · e6 black cross · g6 black cross · d5 black cross · e5 black cross · f5 black cross · a4 black cross · b4 black cross · c4 black cross · d4 black cross · e4 black queen · f4 black cross · g4 black cross · h4 black cross · d3 black cross · e3 black cross · f3 black cross · c2 black cross · e2 black cross · g2 black cross · b1 black cross · e1 black cross · h1 black cross | a8 black cross · e8 black cross · b7 black cross · e7 black cross · h7 black cross · c6 black cross · e6 black cross · g6 black cross · d5 black cross · e5 black cross · f5 black cross · a4 black cross · b4 black cross · c4 black cross · d4 black cross · e4 black queen · f4 black cross · g4 black cross · h4 black cross · d3 black cross · e3 black cross · f3 black cross · c2 black cross · e2 black cross · g2 black cross · b1 black cross · e1 black cross · h1 black cross | a8 black cross · e8 black cross · b7 black cross · e7 black cross · h7 black cross · c6 black cross · e6 black cross · g6 black cross · d5 black cross · e5 black cross · f5 black cross · a4 black cross · b4 black cross · c4 black cross · d4 black cross · e4 black queen · f4 black cross · g4 black cross · h4 black cross · d3 black cross · e3 black cross · f3 black cross · c2 black cross · e2 black cross · g2 black cross · b1 black cross · e1 black cross · h1 black cross | a8 black cross · e8 black cross · b7 black cross · e7 black cross · h7 black cross · c6 black cross · e6 black cross · g6 black cross · d5 black cross · e5 black cross · f5 black cross · a4 black cross · b4 black cross · c4 black cross · d4 black cross · e4 black queen · f4 black cross · g4 black cross · h4 black cross · d3 black cross · e3 black cross · f3 black cross · c2 black cross · e2 black cross · g2 black cross · b1 black cross · e1 black cross · h1 black cross | a8 black cross · e8 black cross · b7 black cross · e7 black cross · h7 black cross · c6 black cross · e6 black cross · g6 black cross · d5 black cross · e5 black cross · f5 black cross · a4 black cross · b4 black cross · c4 black cross · d4 black cross · e4 black queen · f4 black cross · g4 black cross · h4 black cross · d3 black cross · e3 black cross · f3 black cross · c2 black cross · e2 black cross · g2 black cross · b1 black cross · e1 black cross · h1 black cross | 5 |
| 4 | a8 black cross · e8 black cross · b7 black cross · e7 black cross · h7 black cross · c6 black cross · e6 black cross · g6 black cross · d5 black cross · e5 black cross · f5 black cross · a4 black cross · b4 black cross · c4 black cross · d4 black cross · e4 black queen · f4 black cross · g4 black cross · h4 black cross · d3 black cross · e3 black cross · f3 black cross · c2 black cross · e2 black cross · g2 black cross · b1 black cross · e1 black cross · h1 black cross | a8 black cross · e8 black cross · b7 black cross · e7 black cross · h7 black cross · c6 black cross · e6 black cross · g6 black cross · d5 black cross · e5 black cross · f5 black cross · a4 black cross · b4 black cross · c4 black cross · d4 black cross · e4 black queen · f4 black cross · g4 black cross · h4 black cross · d3 black cross · e3 black cross · f3 black cross · c2 black cross · e2 black cross · g2 black cross · b1 black cross · e1 black cross · h1 black cross | a8 black cross · e8 black cross · b7 black cross · e7 black cross · h7 black cross · c6 black cross · e6 black cross · g6 black cross · d5 black cross · e5 black cross · f5 black cross · a4 black cross · b4 black cross · c4 black cross · d4 black cross · e4 black queen · f4 black cross · g4 black cross · h4 black cross · d3 black cross · e3 black cross · f3 black cross · c2 black cross · e2 black cross · g2 black cross · b1 black cross · e1 black cross · h1 black cross | a8 black cross · e8 black cross · b7 black cross · e7 black cross · h7 black cross · c6 black cross · e6 black cross · g6 black cross · d5 black cross · e5 black cross · f5 black cross · a4 black cross · b4 black cross · c4 black cross · d4 black cross · e4 black queen · f4 black cross · g4 black cross · h4 black cross · d3 black cross · e3 black cross · f3 black cross · c2 black cross · e2 black cross · g2 black cross · b1 black cross · e1 black cross · h1 black cross | a8 black cross · e8 black cross · b7 black cross · e7 black cross · h7 black cross · c6 black cross · e6 black cross · g6 black cross · d5 black cross · e5 black cross · f5 black cross · a4 black cross · b4 black cross · c4 black cross · d4 black cross · e4 black queen · f4 black cross · g4 black cross · h4 black cross · d3 black cross · e3 black cross · f3 black cross · c2 black cross · e2 black cross · g2 black cross · b1 black cross · e1 black cross · h1 black cross | a8 black cross · e8 black cross · b7 black cross · e7 black cross · h7 black cross · c6 black cross · e6 black cross · g6 black cross · d5 black cross · e5 black cross · f5 black cross · a4 black cross · b4 black cross · c4 black cross · d4 black cross · e4 black queen · f4 black cross · g4 black cross · h4 black cross · d3 black cross · e3 black cross · f3 black cross · c2 black cross · e2 black cross · g2 black cross · b1 black cross · e1 black cross · h1 black cross | a8 black cross · e8 black cross · b7 black cross · e7 black cross · h7 black cross · c6 black cross · e6 black cross · g6 black cross · d5 black cross · e5 black cross · f5 black cross · a4 black cross · b4 black cross · c4 black cross · d4 black cross · e4 black queen · f4 black cross · g4 black cross · h4 black cross · d3 black cross · e3 black cross · f3 black cross · c2 black cross · e2 black cross · g2 black cross · b1 black cross · e1 black cross · h1 black cross | a8 black cross · e8 black cross · b7 black cross · e7 black cross · h7 black cross · c6 black cross · e6 black cross · g6 black cross · d5 black cross · e5 black cross · f5 black cross · a4 black cross · b4 black cross · c4 black cross · d4 black cross · e4 black queen · f4 black cross · g4 black cross · h4 black cross · d3 black cross · e3 black cross · f3 black cross · c2 black cross · e2 black cross · g2 black cross · b1 black cross · e1 black cross · h1 black cross | 4 |
| 3 | a8 black cross · e8 black cross · b7 black cross · e7 black cross · h7 black cross · c6 black cross · e6 black cross · g6 black cross · d5 black cross · e5 black cross · f5 black cross · a4 black cross · b4 black cross · c4 black cross · d4 black cross · e4 black queen · f4 black cross · g4 black cross · h4 black cross · d3 black cross · e3 black cross · f3 black cross · c2 black cross · e2 black cross · g2 black cross · b1 black cross · e1 black cross · h1 black cross | a8 black cross · e8 black cross · b7 black cross · e7 black cross · h7 black cross · c6 black cross · e6 black cross · g6 black cross · d5 black cross · e5 black cross · f5 black cross · a4 black cross · b4 black cross · c4 black cross · d4 black cross · e4 black queen · f4 black cross · g4 black cross · h4 black cross · d3 black cross · e3 black cross · f3 black cross · c2 black cross · e2 black cross · g2 black cross · b1 black cross · e1 black cross · h1 black cross | a8 black cross · e8 black cross · b7 black cross · e7 black cross · h7 black cross · c6 black cross · e6 black cross · g6 black cross · d5 black cross · e5 black cross · f5 black cross · a4 black cross · b4 black cross · c4 black cross · d4 black cross · e4 black queen · f4 black cross · g4 black cross · h4 black cross · d3 black cross · e3 black cross · f3 black cross · c2 black cross · e2 black cross · g2 black cross · b1 black cross · e1 black cross · h1 black cross | a8 black cross · e8 black cross · b7 black cross · e7 black cross · h7 black cross · c6 black cross · e6 black cross · g6 black cross · d5 black cross · e5 black cross · f5 black cross · a4 black cross · b4 black cross · c4 black cross · d4 black cross · e4 black queen · f4 black cross · g4 black cross · h4 black cross · d3 black cross · e3 black cross · f3 black cross · c2 black cross · e2 black cross · g2 black cross · b1 black cross · e1 black cross · h1 black cross | a8 black cross · e8 black cross · b7 black cross · e7 black cross · h7 black cross · c6 black cross · e6 black cross · g6 black cross · d5 black cross · e5 black cross · f5 black cross · a4 black cross · b4 black cross · c4 black cross · d4 black cross · e4 black queen · f4 black cross · g4 black cross · h4 black cross · d3 black cross · e3 black cross · f3 black cross · c2 black cross · e2 black cross · g2 black cross · b1 black cross · e1 black cross · h1 black cross | a8 black cross · e8 black cross · b7 black cross · e7 black cross · h7 black cross · c6 black cross · e6 black cross · g6 black cross · d5 black cross · e5 black cross · f5 black cross · a4 black cross · b4 black cross · c4 black cross · d4 black cross · e4 black queen · f4 black cross · g4 black cross · h4 black cross · d3 black cross · e3 black cross · f3 black cross · c2 black cross · e2 black cross · g2 black cross · b1 black cross · e1 black cross · h1 black cross | a8 black cross · e8 black cross · b7 black cross · e7 black cross · h7 black cross · c6 black cross · e6 black cross · g6 black cross · d5 black cross · e5 black cross · f5 black cross · a4 black cross · b4 black cross · c4 black cross · d4 black cross · e4 black queen · f4 black cross · g4 black cross · h4 black cross · d3 black cross · e3 black cross · f3 black cross · c2 black cross · e2 black cross · g2 black cross · b1 black cross · e1 black cross · h1 black cross | a8 black cross · e8 black cross · b7 black cross · e7 black cross · h7 black cross · c6 black cross · e6 black cross · g6 black cross · d5 black cross · e5 black cross · f5 black cross · a4 black cross · b4 black cross · c4 black cross · d4 black cross · e4 black queen · f4 black cross · g4 black cross · h4 black cross · d3 black cross · e3 black cross · f3 black cross · c2 black cross · e2 black cross · g2 black cross · b1 black cross · e1 black cross · h1 black cross | 3 |
| 2 | a8 black cross · e8 black cross · b7 black cross · e7 black cross · h7 black cross · c6 black cross · e6 black cross · g6 black cross · d5 black cross · e5 black cross · f5 black cross · a4 black cross · b4 black cross · c4 black cross · d4 black cross · e4 black queen · f4 black cross · g4 black cross · h4 black cross · d3 black cross · e3 black cross · f3 black cross · c2 black cross · e2 black cross · g2 black cross · b1 black cross · e1 black cross · h1 black cross | a8 black cross · e8 black cross · b7 black cross · e7 black cross · h7 black cross · c6 black cross · e6 black cross · g6 black cross · d5 black cross · e5 black cross · f5 black cross · a4 black cross · b4 black cross · c4 black cross · d4 black cross · e4 black queen · f4 black cross · g4 black cross · h4 black cross · d3 black cross · e3 black cross · f3 black cross · c2 black cross · e2 black cross · g2 black cross · b1 black cross · e1 black cross · h1 black cross | a8 black cross · e8 black cross · b7 black cross · e7 black cross · h7 black cross · c6 black cross · e6 black cross · g6 black cross · d5 black cross · e5 black cross · f5 black cross · a4 black cross · b4 black cross · c4 black cross · d4 black cross · e4 black queen · f4 black cross · g4 black cross · h4 black cross · d3 black cross · e3 black cross · f3 black cross · c2 black cross · e2 black cross · g2 black cross · b1 black cross · e1 black cross · h1 black cross | a8 black cross · e8 black cross · b7 black cross · e7 black cross · h7 black cross · c6 black cross · e6 black cross · g6 black cross · d5 black cross · e5 black cross · f5 black cross · a4 black cross · b4 black cross · c4 black cross · d4 black cross · e4 black queen · f4 black cross · g4 black cross · h4 black cross · d3 black cross · e3 black cross · f3 black cross · c2 black cross · e2 black cross · g2 black cross · b1 black cross · e1 black cross · h1 black cross | a8 black cross · e8 black cross · b7 black cross · e7 black cross · h7 black cross · c6 black cross · e6 black cross · g6 black cross · d5 black cross · e5 black cross · f5 black cross · a4 black cross · b4 black cross · c4 black cross · d4 black cross · e4 black queen · f4 black cross · g4 black cross · h4 black cross · d3 black cross · e3 black cross · f3 black cross · c2 black cross · e2 black cross · g2 black cross · b1 black cross · e1 black cross · h1 black cross | a8 black cross · e8 black cross · b7 black cross · e7 black cross · h7 black cross · c6 black cross · e6 black cross · g6 black cross · d5 black cross · e5 black cross · f5 black cross · a4 black cross · b4 black cross · c4 black cross · d4 black cross · e4 black queen · f4 black cross · g4 black cross · h4 black cross · d3 black cross · e3 black cross · f3 black cross · c2 black cross · e2 black cross · g2 black cross · b1 black cross · e1 black cross · h1 black cross | a8 black cross · e8 black cross · b7 black cross · e7 black cross · h7 black cross · c6 black cross · e6 black cross · g6 black cross · d5 black cross · e5 black cross · f5 black cross · a4 black cross · b4 black cross · c4 black cross · d4 black cross · e4 black queen · f4 black cross · g4 black cross · h4 black cross · d3 black cross · e3 black cross · f3 black cross · c2 black cross · e2 black cross · g2 black cross · b1 black cross · e1 black cross · h1 black cross | a8 black cross · e8 black cross · b7 black cross · e7 black cross · h7 black cross · c6 black cross · e6 black cross · g6 black cross · d5 black cross · e5 black cross · f5 black cross · a4 black cross · b4 black cross · c4 black cross · d4 black cross · e4 black queen · f4 black cross · g4 black cross · h4 black cross · d3 black cross · e3 black cross · f3 black cross · c2 black cross · e2 black cross · g2 black cross · b1 black cross · e1 black cross · h1 black cross | 2 |
| 1 | a8 black cross · e8 black cross · b7 black cross · e7 black cross · h7 black cross · c6 black cross · e6 black cross · g6 black cross · d5 black cross · e5 black cross · f5 black cross · a4 black cross · b4 black cross · c4 black cross · d4 black cross · e4 black queen · f4 black cross · g4 black cross · h4 black cross · d3 black cross · e3 black cross · f3 black cross · c2 black cross · e2 black cross · g2 black cross · b1 black cross · e1 black cross · h1 black cross | a8 black cross · e8 black cross · b7 black cross · e7 black cross · h7 black cross · c6 black cross · e6 black cross · g6 black cross · d5 black cross · e5 black cross · f5 black cross · a4 black cross · b4 black cross · c4 black cross · d4 black cross · e4 black queen · f4 black cross · g4 black cross · h4 black cross · d3 black cross · e3 black cross · f3 black cross · c2 black cross · e2 black cross · g2 black cross · b1 black cross · e1 black cross · h1 black cross | a8 black cross · e8 black cross · b7 black cross · e7 black cross · h7 black cross · c6 black cross · e6 black cross · g6 black cross · d5 black cross · e5 black cross · f5 black cross · a4 black cross · b4 black cross · c4 black cross · d4 black cross · e4 black queen · f4 black cross · g4 black cross · h4 black cross · d3 black cross · e3 black cross · f3 black cross · c2 black cross · e2 black cross · g2 black cross · b1 black cross · e1 black cross · h1 black cross | a8 black cross · e8 black cross · b7 black cross · e7 black cross · h7 black cross · c6 black cross · e6 black cross · g6 black cross · d5 black cross · e5 black cross · f5 black cross · a4 black cross · b4 black cross · c4 black cross · d4 black cross · e4 black queen · f4 black cross · g4 black cross · h4 black cross · d3 black cross · e3 black cross · f3 black cross · c2 black cross · e2 black cross · g2 black cross · b1 black cross · e1 black cross · h1 black cross | a8 black cross · e8 black cross · b7 black cross · e7 black cross · h7 black cross · c6 black cross · e6 black cross · g6 black cross · d5 black cross · e5 black cross · f5 black cross · a4 black cross · b4 black cross · c4 black cross · d4 black cross · e4 black queen · f4 black cross · g4 black cross · h4 black cross · d3 black cross · e3 black cross · f3 black cross · c2 black cross · e2 black cross · g2 black cross · b1 black cross · e1 black cross · h1 black cross | a8 black cross · e8 black cross · b7 black cross · e7 black cross · h7 black cross · c6 black cross · e6 black cross · g6 black cross · d5 black cross · e5 black cross · f5 black cross · a4 black cross · b4 black cross · c4 black cross · d4 black cross · e4 black queen · f4 black cross · g4 black cross · h4 black cross · d3 black cross · e3 black cross · f3 black cross · c2 black cross · e2 black cross · g2 black cross · b1 black cross · e1 black cross · h1 black cross | a8 black cross · e8 black cross · b7 black cross · e7 black cross · h7 black cross · c6 black cross · e6 black cross · g6 black cross · d5 black cross · e5 black cross · f5 black cross · a4 black cross · b4 black cross · c4 black cross · d4 black cross · e4 black queen · f4 black cross · g4 black cross · h4 black cross · d3 black cross · e3 black cross · f3 black cross · c2 black cross · e2 black cross · g2 black cross · b1 black cross · e1 black cross · h1 black cross | a8 black cross · e8 black cross · b7 black cross · e7 black cross · h7 black cross · c6 black cross · e6 black cross · g6 black cross · d5 black cross · e5 black cross · f5 black cross · a4 black cross · b4 black cross · c4 black cross · d4 black cross · e4 black queen · f4 black cross · g4 black cross · h4 black cross · d3 black cross · e3 black cross · f3 black cross · c2 black cross · e2 black cross · g2 black cross · b1 black cross · e1 black cross · h1 black cross | 1 |
|   | a | b | c | d | e | f | g | h |   |

### Кретање скакача
Скакач може да се помера на једно од поља које је најближе пољу на коме се налази, а које није у истом реду, линији и дијагонали.
За скакача не постоји препрека да прескочи преко било ког заузетог поља у току извршења потеза.

### Кретање пешака
Пешак може да се помера напред на слободно поље непосредно испред себе у истој линији. При свом првом потезу у току партије пешак може да се помера и за два поља унапред у истој линији под условом да су оба поља слободна.
Пешак може да се помера на поље које заузима противничка фигура која је дијагонално испред њега у првој суседној линији, узимајући ту фигуру.
Пешак који напада поље које је прешао противнички пешак напредујући два поља у једном потезу са свог полазног поља, може узети тог противничког пешака као да је померен само једно поље унапред. Ово узимање може бити учињено само у потезу који следи и зове се „ан пасан“.
Када пешак дође до реда најудаљенијег од његове полазне позиције, он мора бити у оквиру истог потеза замењен за даму, топа, ловца или скакача исте боје. Избор није ограничен само на фигуре које су раније однете са табле. Ова замена пешака за другу фигуру назива се „промоција“ и дејство нове фигуре започиње одмах.
|   | a                                                                                | b                                                                                | c                                                                                | d                                                                                | e                                                                                | f                                                                                | g                                                                                | h                                                                                |   |
| 8 | g5 black pawn · c4 black cross · g4 black cross · c3 black cross · c2 white pawn | g5 black pawn · c4 black cross · g4 black cross · c3 black cross · c2 white pawn | g5 black pawn · c4 black cross · g4 black cross · c3 black cross · c2 white pawn | g5 black pawn · c4 black cross · g4 black cross · c3 black cross · c2 white pawn | g5 black pawn · c4 black cross · g4 black cross · c3 black cross · c2 white pawn | g5 black pawn · c4 black cross · g4 black cross · c3 black cross · c2 white pawn | g5 black pawn · c4 black cross · g4 black cross · c3 black cross · c2 white pawn | g5 black pawn · c4 black cross · g4 black cross · c3 black cross · c2 white pawn | 8 |
| 7 | g5 black pawn · c4 black cross · g4 black cross · c3 black cross · c2 white pawn | g5 black pawn · c4 black cross · g4 black cross · c3 black cross · c2 white pawn | g5 black pawn · c4 black cross · g4 black cross · c3 black cross · c2 white pawn | g5 black pawn · c4 black cross · g4 black cross · c3 black cross · c2 white pawn | g5 black pawn · c4 black cross · g4 black cross · c3 black cross · c2 white pawn | g5 black pawn · c4 black cross · g4 black cross · c3 black cross · c2 white pawn | g5 black pawn · c4 black cross · g4 black cross · c3 black cross · c2 white pawn | g5 black pawn · c4 black cross · g4 black cross · c3 black cross · c2 white pawn | 7 |
| 6 | g5 black pawn · c4 black cross · g4 black cross · c3 black cross · c2 white pawn | g5 black pawn · c4 black cross · g4 black cross · c3 black cross · c2 white pawn | g5 black pawn · c4 black cross · g4 black cross · c3 black cross · c2 white pawn | g5 black pawn · c4 black cross · g4 black cross · c3 black cross · c2 white pawn | g5 black pawn · c4 black cross · g4 black cross · c3 black cross · c2 white pawn | g5 black pawn · c4 black cross · g4 black cross · c3 black cross · c2 white pawn | g5 black pawn · c4 black cross · g4 black cross · c3 black cross · c2 white pawn | g5 black pawn · c4 black cross · g4 black cross · c3 black cross · c2 white pawn | 6 |
| 5 | g5 black pawn · c4 black cross · g4 black cross · c3 black cross · c2 white pawn | g5 black pawn · c4 black cross · g4 black cross · c3 black cross · c2 white pawn | g5 black pawn · c4 black cross · g4 black cross · c3 black cross · c2 white pawn | g5 black pawn · c4 black cross · g4 black cross · c3 black cross · c2 white pawn | g5 black pawn · c4 black cross · g4 black cross · c3 black cross · c2 white pawn | g5 black pawn · c4 black cross · g4 black cross · c3 black cross · c2 white pawn | g5 black pawn · c4 black cross · g4 black cross · c3 black cross · c2 white pawn | g5 black pawn · c4 black cross · g4 black cross · c3 black cross · c2 white pawn | 5 |
| 4 | g5 black pawn · c4 black cross · g4 black cross · c3 black cross · c2 white pawn | g5 black pawn · c4 black cross · g4 black cross · c3 black cross · c2 white pawn | g5 black pawn · c4 black cross · g4 black cross · c3 black cross · c2 white pawn | g5 black pawn · c4 black cross · g4 black cross · c3 black cross · c2 white pawn | g5 black pawn · c4 black cross · g4 black cross · c3 black cross · c2 white pawn | g5 black pawn · c4 black cross · g4 black cross · c3 black cross · c2 white pawn | g5 black pawn · c4 black cross · g4 black cross · c3 black cross · c2 white pawn | g5 black pawn · c4 black cross · g4 black cross · c3 black cross · c2 white pawn | 4 |
| 3 | g5 black pawn · c4 black cross · g4 black cross · c3 black cross · c2 white pawn | g5 black pawn · c4 black cross · g4 black cross · c3 black cross · c2 white pawn | g5 black pawn · c4 black cross · g4 black cross · c3 black cross · c2 white pawn | g5 black pawn · c4 black cross · g4 black cross · c3 black cross · c2 white pawn | g5 black pawn · c4 black cross · g4 black cross · c3 black cross · c2 white pawn | g5 black pawn · c4 black cross · g4 black cross · c3 black cross · c2 white pawn | g5 black pawn · c4 black cross · g4 black cross · c3 black cross · c2 white pawn | g5 black pawn · c4 black cross · g4 black cross · c3 black cross · c2 white pawn | 3 |
| 2 | g5 black pawn · c4 black cross · g4 black cross · c3 black cross · c2 white pawn | g5 black pawn · c4 black cross · g4 black cross · c3 black cross · c2 white pawn | g5 black pawn · c4 black cross · g4 black cross · c3 black cross · c2 white pawn | g5 black pawn · c4 black cross · g4 black cross · c3 black cross · c2 white pawn | g5 black pawn · c4 black cross · g4 black cross · c3 black cross · c2 white pawn | g5 black pawn · c4 black cross · g4 black cross · c3 black cross · c2 white pawn | g5 black pawn · c4 black cross · g4 black cross · c3 black cross · c2 white pawn | g5 black pawn · c4 black cross · g4 black cross · c3 black cross · c2 white pawn | 2 |
| 1 | g5 black pawn · c4 black cross · g4 black cross · c3 black cross · c2 white pawn | g5 black pawn · c4 black cross · g4 black cross · c3 black cross · c2 white pawn | g5 black pawn · c4 black cross · g4 black cross · c3 black cross · c2 white pawn | g5 black pawn · c4 black cross · g4 black cross · c3 black cross · c2 white pawn | g5 black pawn · c4 black cross · g4 black cross · c3 black cross · c2 white pawn | g5 black pawn · c4 black cross · g4 black cross · c3 black cross · c2 white pawn | g5 black pawn · c4 black cross · g4 black cross · c3 black cross · c2 white pawn | g5 black pawn · c4 black cross · g4 black cross · c3 black cross · c2 white pawn | 1 |
|   | a                                                                                | b                                                                                | c                                                                                | d                                                                                | e                                                                                | f                                                                                | g                                                                                | h                                                                                |   |

|   | a                                               | b                                               | c                                               | d                                               | e                                               | f                                               | g                                               | h                                               |   |
| 8 | b3 black cross · d3 black cross · c2 white pawn | b3 black cross · d3 black cross · c2 white pawn | b3 black cross · d3 black cross · c2 white pawn | b3 black cross · d3 black cross · c2 white pawn | b3 black cross · d3 black cross · c2 white pawn | b3 black cross · d3 black cross · c2 white pawn | b3 black cross · d3 black cross · c2 white pawn | b3 black cross · d3 black cross · c2 white pawn | 8 |
| 7 | b3 black cross · d3 black cross · c2 white pawn | b3 black cross · d3 black cross · c2 white pawn | b3 black cross · d3 black cross · c2 white pawn | b3 black cross · d3 black cross · c2 white pawn | b3 black cross · d3 black cross · c2 white pawn | b3 black cross · d3 black cross · c2 white pawn | b3 black cross · d3 black cross · c2 white pawn | b3 black cross · d3 black cross · c2 white pawn | 7 |
| 6 | b3 black cross · d3 black cross · c2 white pawn | b3 black cross · d3 black cross · c2 white pawn | b3 black cross · d3 black cross · c2 white pawn | b3 black cross · d3 black cross · c2 white pawn | b3 black cross · d3 black cross · c2 white pawn | b3 black cross · d3 black cross · c2 white pawn | b3 black cross · d3 black cross · c2 white pawn | b3 black cross · d3 black cross · c2 white pawn | 6 |
| 5 | b3 black cross · d3 black cross · c2 white pawn | b3 black cross · d3 black cross · c2 white pawn | b3 black cross · d3 black cross · c2 white pawn | b3 black cross · d3 black cross · c2 white pawn | b3 black cross · d3 black cross · c2 white pawn | b3 black cross · d3 black cross · c2 white pawn | b3 black cross · d3 black cross · c2 white pawn | b3 black cross · d3 black cross · c2 white pawn | 5 |
| 4 | b3 black cross · d3 black cross · c2 white pawn | b3 black cross · d3 black cross · c2 white pawn | b3 black cross · d3 black cross · c2 white pawn | b3 black cross · d3 black cross · c2 white pawn | b3 black cross · d3 black cross · c2 white pawn | b3 black cross · d3 black cross · c2 white pawn | b3 black cross · d3 black cross · c2 white pawn | b3 black cross · d3 black cross · c2 white pawn | 4 |
| 3 | b3 black cross · d3 black cross · c2 white pawn | b3 black cross · d3 black cross · c2 white pawn | b3 black cross · d3 black cross · c2 white pawn | b3 black cross · d3 black cross · c2 white pawn | b3 black cross · d3 black cross · c2 white pawn | b3 black cross · d3 black cross · c2 white pawn | b3 black cross · d3 black cross · c2 white pawn | b3 black cross · d3 black cross · c2 white pawn | 3 |
| 2 | b3 black cross · d3 black cross · c2 white pawn | b3 black cross · d3 black cross · c2 white pawn | b3 black cross · d3 black cross · c2 white pawn | b3 black cross · d3 black cross · c2 white pawn | b3 black cross · d3 black cross · c2 white pawn | b3 black cross · d3 black cross · c2 white pawn | b3 black cross · d3 black cross · c2 white pawn | b3 black cross · d3 black cross · c2 white pawn | 2 |
| 1 | b3 black cross · d3 black cross · c2 white pawn | b3 black cross · d3 black cross · c2 white pawn | b3 black cross · d3 black cross · c2 white pawn | b3 black cross · d3 black cross · c2 white pawn | b3 black cross · d3 black cross · c2 white pawn | b3 black cross · d3 black cross · c2 white pawn | b3 black cross · d3 black cross · c2 white pawn | b3 black cross · d3 black cross · c2 white pawn | 1 |
|   | a                                               | b                                               | c                                               | d                                               | e                                               | f                                               | g                                               | h                                               |   |

|   | a                                              | b                                              | c                                              | d                                              | e                                              | f                                              | g                                              | h                                              |   |
| 8 | e6 black cross · d5 white pawn · e5 black pawn | e6 black cross · d5 white pawn · e5 black pawn | e6 black cross · d5 white pawn · e5 black pawn | e6 black cross · d5 white pawn · e5 black pawn | e6 black cross · d5 white pawn · e5 black pawn | e6 black cross · d5 white pawn · e5 black pawn | e6 black cross · d5 white pawn · e5 black pawn | e6 black cross · d5 white pawn · e5 black pawn | 8 |
| 7 | e6 black cross · d5 white pawn · e5 black pawn | e6 black cross · d5 white pawn · e5 black pawn | e6 black cross · d5 white pawn · e5 black pawn | e6 black cross · d5 white pawn · e5 black pawn | e6 black cross · d5 white pawn · e5 black pawn | e6 black cross · d5 white pawn · e5 black pawn | e6 black cross · d5 white pawn · e5 black pawn | e6 black cross · d5 white pawn · e5 black pawn | 7 |
| 6 | e6 black cross · d5 white pawn · e5 black pawn | e6 black cross · d5 white pawn · e5 black pawn | e6 black cross · d5 white pawn · e5 black pawn | e6 black cross · d5 white pawn · e5 black pawn | e6 black cross · d5 white pawn · e5 black pawn | e6 black cross · d5 white pawn · e5 black pawn | e6 black cross · d5 white pawn · e5 black pawn | e6 black cross · d5 white pawn · e5 black pawn | 6 |
| 5 | e6 black cross · d5 white pawn · e5 black pawn | e6 black cross · d5 white pawn · e5 black pawn | e6 black cross · d5 white pawn · e5 black pawn | e6 black cross · d5 white pawn · e5 black pawn | e6 black cross · d5 white pawn · e5 black pawn | e6 black cross · d5 white pawn · e5 black pawn | e6 black cross · d5 white pawn · e5 black pawn | e6 black cross · d5 white pawn · e5 black pawn | 5 |
| 4 | e6 black cross · d5 white pawn · e5 black pawn | e6 black cross · d5 white pawn · e5 black pawn | e6 black cross · d5 white pawn · e5 black pawn | e6 black cross · d5 white pawn · e5 black pawn | e6 black cross · d5 white pawn · e5 black pawn | e6 black cross · d5 white pawn · e5 black pawn | e6 black cross · d5 white pawn · e5 black pawn | e6 black cross · d5 white pawn · e5 black pawn | 4 |
| 3 | e6 black cross · d5 white pawn · e5 black pawn | e6 black cross · d5 white pawn · e5 black pawn | e6 black cross · d5 white pawn · e5 black pawn | e6 black cross · d5 white pawn · e5 black pawn | e6 black cross · d5 white pawn · e5 black pawn | e6 black cross · d5 white pawn · e5 black pawn | e6 black cross · d5 white pawn · e5 black pawn | e6 black cross · d5 white pawn · e5 black pawn | 3 |
| 2 | e6 black cross · d5 white pawn · e5 black pawn | e6 black cross · d5 white pawn · e5 black pawn | e6 black cross · d5 white pawn · e5 black pawn | e6 black cross · d5 white pawn · e5 black pawn | e6 black cross · d5 white pawn · e5 black pawn | e6 black cross · d5 white pawn · e5 black pawn | e6 black cross · d5 white pawn · e5 black pawn | e6 black cross · d5 white pawn · e5 black pawn | 2 |
| 1 | e6 black cross · d5 white pawn · e5 black pawn | e6 black cross · d5 white pawn · e5 black pawn | e6 black cross · d5 white pawn · e5 black pawn | e6 black cross · d5 white pawn · e5 black pawn | e6 black cross · d5 white pawn · e5 black pawn | e6 black cross · d5 white pawn · e5 black pawn | e6 black cross · d5 white pawn · e5 black pawn | e6 black cross · d5 white pawn · e5 black pawn | 1 |
|   | a                                              | b                                              | c                                              | d                                              | e                                              | f                                              | g                                              | h                                              |   |

### Кретање краља
Краљ може да се креће на два различита начина.
|   | a | b | c | d | e | f | g | h |   |
| 8 | d8 black cross · e8 black king · f8 black cross · d7 black cross · e7 black cross · f7 black cross · b4 black cross · c4 black cross · d4 black cross · b3 black cross · c3 white king · d3 black cross · b2 black cross · c2 black cross · d2 black cross | d8 black cross · e8 black king · f8 black cross · d7 black cross · e7 black cross · f7 black cross · b4 black cross · c4 black cross · d4 black cross · b3 black cross · c3 white king · d3 black cross · b2 black cross · c2 black cross · d2 black cross | d8 black cross · e8 black king · f8 black cross · d7 black cross · e7 black cross · f7 black cross · b4 black cross · c4 black cross · d4 black cross · b3 black cross · c3 white king · d3 black cross · b2 black cross · c2 black cross · d2 black cross | d8 black cross · e8 black king · f8 black cross · d7 black cross · e7 black cross · f7 black cross · b4 black cross · c4 black cross · d4 black cross · b3 black cross · c3 white king · d3 black cross · b2 black cross · c2 black cross · d2 black cross | d8 black cross · e8 black king · f8 black cross · d7 black cross · e7 black cross · f7 black cross · b4 black cross · c4 black cross · d4 black cross · b3 black cross · c3 white king · d3 black cross · b2 black cross · c2 black cross · d2 black cross | d8 black cross · e8 black king · f8 black cross · d7 black cross · e7 black cross · f7 black cross · b4 black cross · c4 black cross · d4 black cross · b3 black cross · c3 white king · d3 black cross · b2 black cross · c2 black cross · d2 black cross | d8 black cross · e8 black king · f8 black cross · d7 black cross · e7 black cross · f7 black cross · b4 black cross · c4 black cross · d4 black cross · b3 black cross · c3 white king · d3 black cross · b2 black cross · c2 black cross · d2 black cross | d8 black cross · e8 black king · f8 black cross · d7 black cross · e7 black cross · f7 black cross · b4 black cross · c4 black cross · d4 black cross · b3 black cross · c3 white king · d3 black cross · b2 black cross · c2 black cross · d2 black cross | 8 |
| 7 | d8 black cross · e8 black king · f8 black cross · d7 black cross · e7 black cross · f7 black cross · b4 black cross · c4 black cross · d4 black cross · b3 black cross · c3 white king · d3 black cross · b2 black cross · c2 black cross · d2 black cross | d8 black cross · e8 black king · f8 black cross · d7 black cross · e7 black cross · f7 black cross · b4 black cross · c4 black cross · d4 black cross · b3 black cross · c3 white king · d3 black cross · b2 black cross · c2 black cross · d2 black cross | d8 black cross · e8 black king · f8 black cross · d7 black cross · e7 black cross · f7 black cross · b4 black cross · c4 black cross · d4 black cross · b3 black cross · c3 white king · d3 black cross · b2 black cross · c2 black cross · d2 black cross | d8 black cross · e8 black king · f8 black cross · d7 black cross · e7 black cross · f7 black cross · b4 black cross · c4 black cross · d4 black cross · b3 black cross · c3 white king · d3 black cross · b2 black cross · c2 black cross · d2 black cross | d8 black cross · e8 black king · f8 black cross · d7 black cross · e7 black cross · f7 black cross · b4 black cross · c4 black cross · d4 black cross · b3 black cross · c3 white king · d3 black cross · b2 black cross · c2 black cross · d2 black cross | d8 black cross · e8 black king · f8 black cross · d7 black cross · e7 black cross · f7 black cross · b4 black cross · c4 black cross · d4 black cross · b3 black cross · c3 white king · d3 black cross · b2 black cross · c2 black cross · d2 black cross | d8 black cross · e8 black king · f8 black cross · d7 black cross · e7 black cross · f7 black cross · b4 black cross · c4 black cross · d4 black cross · b3 black cross · c3 white king · d3 black cross · b2 black cross · c2 black cross · d2 black cross | d8 black cross · e8 black king · f8 black cross · d7 black cross · e7 black cross · f7 black cross · b4 black cross · c4 black cross · d4 black cross · b3 black cross · c3 white king · d3 black cross · b2 black cross · c2 black cross · d2 black cross | 7 |
| 6 | d8 black cross · e8 black king · f8 black cross · d7 black cross · e7 black cross · f7 black cross · b4 black cross · c4 black cross · d4 black cross · b3 black cross · c3 white king · d3 black cross · b2 black cross · c2 black cross · d2 black cross | d8 black cross · e8 black king · f8 black cross · d7 black cross · e7 black cross · f7 black cross · b4 black cross · c4 black cross · d4 black cross · b3 black cross · c3 white king · d3 black cross · b2 black cross · c2 black cross · d2 black cross | d8 black cross · e8 black king · f8 black cross · d7 black cross · e7 black cross · f7 black cross · b4 black cross · c4 black cross · d4 black cross · b3 black cross · c3 white king · d3 black cross · b2 black cross · c2 black cross · d2 black cross | d8 black cross · e8 black king · f8 black cross · d7 black cross · e7 black cross · f7 black cross · b4 black cross · c4 black cross · d4 black cross · b3 black cross · c3 white king · d3 black cross · b2 black cross · c2 black cross · d2 black cross | d8 black cross · e8 black king · f8 black cross · d7 black cross · e7 black cross · f7 black cross · b4 black cross · c4 black cross · d4 black cross · b3 black cross · c3 white king · d3 black cross · b2 black cross · c2 black cross · d2 black cross | d8 black cross · e8 black king · f8 black cross · d7 black cross · e7 black cross · f7 black cross · b4 black cross · c4 black cross · d4 black cross · b3 black cross · c3 white king · d3 black cross · b2 black cross · c2 black cross · d2 black cross | d8 black cross · e8 black king · f8 black cross · d7 black cross · e7 black cross · f7 black cross · b4 black cross · c4 black cross · d4 black cross · b3 black cross · c3 white king · d3 black cross · b2 black cross · c2 black cross · d2 black cross | d8 black cross · e8 black king · f8 black cross · d7 black cross · e7 black cross · f7 black cross · b4 black cross · c4 black cross · d4 black cross · b3 black cross · c3 white king · d3 black cross · b2 black cross · c2 black cross · d2 black cross | 6 |
| 5 | d8 black cross · e8 black king · f8 black cross · d7 black cross · e7 black cross · f7 black cross · b4 black cross · c4 black cross · d4 black cross · b3 black cross · c3 white king · d3 black cross · b2 black cross · c2 black cross · d2 black cross | d8 black cross · e8 black king · f8 black cross · d7 black cross · e7 black cross · f7 black cross · b4 black cross · c4 black cross · d4 black cross · b3 black cross · c3 white king · d3 black cross · b2 black cross · c2 black cross · d2 black cross | d8 black cross · e8 black king · f8 black cross · d7 black cross · e7 black cross · f7 black cross · b4 black cross · c4 black cross · d4 black cross · b3 black cross · c3 white king · d3 black cross · b2 black cross · c2 black cross · d2 black cross | d8 black cross · e8 black king · f8 black cross · d7 black cross · e7 black cross · f7 black cross · b4 black cross · c4 black cross · d4 black cross · b3 black cross · c3 white king · d3 black cross · b2 black cross · c2 black cross · d2 black cross | d8 black cross · e8 black king · f8 black cross · d7 black cross · e7 black cross · f7 black cross · b4 black cross · c4 black cross · d4 black cross · b3 black cross · c3 white king · d3 black cross · b2 black cross · c2 black cross · d2 black cross | d8 black cross · e8 black king · f8 black cross · d7 black cross · e7 black cross · f7 black cross · b4 black cross · c4 black cross · d4 black cross · b3 black cross · c3 white king · d3 black cross · b2 black cross · c2 black cross · d2 black cross | d8 black cross · e8 black king · f8 black cross · d7 black cross · e7 black cross · f7 black cross · b4 black cross · c4 black cross · d4 black cross · b3 black cross · c3 white king · d3 black cross · b2 black cross · c2 black cross · d2 black cross | d8 black cross · e8 black king · f8 black cross · d7 black cross · e7 black cross · f7 black cross · b4 black cross · c4 black cross · d4 black cross · b3 black cross · c3 white king · d3 black cross · b2 black cross · c2 black cross · d2 black cross | 5 |
| 4 | d8 black cross · e8 black king · f8 black cross · d7 black cross · e7 black cross · f7 black cross · b4 black cross · c4 black cross · d4 black cross · b3 black cross · c3 white king · d3 black cross · b2 black cross · c2 black cross · d2 black cross | d8 black cross · e8 black king · f8 black cross · d7 black cross · e7 black cross · f7 black cross · b4 black cross · c4 black cross · d4 black cross · b3 black cross · c3 white king · d3 black cross · b2 black cross · c2 black cross · d2 black cross | d8 black cross · e8 black king · f8 black cross · d7 black cross · e7 black cross · f7 black cross · b4 black cross · c4 black cross · d4 black cross · b3 black cross · c3 white king · d3 black cross · b2 black cross · c2 black cross · d2 black cross | d8 black cross · e8 black king · f8 black cross · d7 black cross · e7 black cross · f7 black cross · b4 black cross · c4 black cross · d4 black cross · b3 black cross · c3 white king · d3 black cross · b2 black cross · c2 black cross · d2 black cross | d8 black cross · e8 black king · f8 black cross · d7 black cross · e7 black cross · f7 black cross · b4 black cross · c4 black cross · d4 black cross · b3 black cross · c3 white king · d3 black cross · b2 black cross · c2 black cross · d2 black cross | d8 black cross · e8 black king · f8 black cross · d7 black cross · e7 black cross · f7 black cross · b4 black cross · c4 black cross · d4 black cross · b3 black cross · c3 white king · d3 black cross · b2 black cross · c2 black cross · d2 black cross | d8 black cross · e8 black king · f8 black cross · d7 black cross · e7 black cross · f7 black cross · b4 black cross · c4 black cross · d4 black cross · b3 black cross · c3 white king · d3 black cross · b2 black cross · c2 black cross · d2 black cross | d8 black cross · e8 black king · f8 black cross · d7 black cross · e7 black cross · f7 black cross · b4 black cross · c4 black cross · d4 black cross · b3 black cross · c3 white king · d3 black cross · b2 black cross · c2 black cross · d2 black cross | 4 |
| 3 | d8 black cross · e8 black king · f8 black cross · d7 black cross · e7 black cross · f7 black cross · b4 black cross · c4 black cross · d4 black cross · b3 black cross · c3 white king · d3 black cross · b2 black cross · c2 black cross · d2 black cross | d8 black cross · e8 black king · f8 black cross · d7 black cross · e7 black cross · f7 black cross · b4 black cross · c4 black cross · d4 black cross · b3 black cross · c3 white king · d3 black cross · b2 black cross · c2 black cross · d2 black cross | d8 black cross · e8 black king · f8 black cross · d7 black cross · e7 black cross · f7 black cross · b4 black cross · c4 black cross · d4 black cross · b3 black cross · c3 white king · d3 black cross · b2 black cross · c2 black cross · d2 black cross | d8 black cross · e8 black king · f8 black cross · d7 black cross · e7 black cross · f7 black cross · b4 black cross · c4 black cross · d4 black cross · b3 black cross · c3 white king · d3 black cross · b2 black cross · c2 black cross · d2 black cross | d8 black cross · e8 black king · f8 black cross · d7 black cross · e7 black cross · f7 black cross · b4 black cross · c4 black cross · d4 black cross · b3 black cross · c3 white king · d3 black cross · b2 black cross · c2 black cross · d2 black cross | d8 black cross · e8 black king · f8 black cross · d7 black cross · e7 black cross · f7 black cross · b4 black cross · c4 black cross · d4 black cross · b3 black cross · c3 white king · d3 black cross · b2 black cross · c2 black cross · d2 black cross | d8 black cross · e8 black king · f8 black cross · d7 black cross · e7 black cross · f7 black cross · b4 black cross · c4 black cross · d4 black cross · b3 black cross · c3 white king · d3 black cross · b2 black cross · c2 black cross · d2 black cross | d8 black cross · e8 black king · f8 black cross · d7 black cross · e7 black cross · f7 black cross · b4 black cross · c4 black cross · d4 black cross · b3 black cross · c3 white king · d3 black cross · b2 black cross · c2 black cross · d2 black cross | 3 |
| 2 | d8 black cross · e8 black king · f8 black cross · d7 black cross · e7 black cross · f7 black cross · b4 black cross · c4 black cross · d4 black cross · b3 black cross · c3 white king · d3 black cross · b2 black cross · c2 black cross · d2 black cross | d8 black cross · e8 black king · f8 black cross · d7 black cross · e7 black cross · f7 black cross · b4 black cross · c4 black cross · d4 black cross · b3 black cross · c3 white king · d3 black cross · b2 black cross · c2 black cross · d2 black cross | d8 black cross · e8 black king · f8 black cross · d7 black cross · e7 black cross · f7 black cross · b4 black cross · c4 black cross · d4 black cross · b3 black cross · c3 white king · d3 black cross · b2 black cross · c2 black cross · d2 black cross | d8 black cross · e8 black king · f8 black cross · d7 black cross · e7 black cross · f7 black cross · b4 black cross · c4 black cross · d4 black cross · b3 black cross · c3 white king · d3 black cross · b2 black cross · c2 black cross · d2 black cross | d8 black cross · e8 black king · f8 black cross · d7 black cross · e7 black cross · f7 black cross · b4 black cross · c4 black cross · d4 black cross · b3 black cross · c3 white king · d3 black cross · b2 black cross · c2 black cross · d2 black cross | d8 black cross · e8 black king · f8 black cross · d7 black cross · e7 black cross · f7 black cross · b4 black cross · c4 black cross · d4 black cross · b3 black cross · c3 white king · d3 black cross · b2 black cross · c2 black cross · d2 black cross | d8 black cross · e8 black king · f8 black cross · d7 black cross · e7 black cross · f7 black cross · b4 black cross · c4 black cross · d4 black cross · b3 black cross · c3 white king · d3 black cross · b2 black cross · c2 black cross · d2 black cross | d8 black cross · e8 black king · f8 black cross · d7 black cross · e7 black cross · f7 black cross · b4 black cross · c4 black cross · d4 black cross · b3 black cross · c3 white king · d3 black cross · b2 black cross · c2 black cross · d2 black cross | 2 |
| 1 | d8 black cross · e8 black king · f8 black cross · d7 black cross · e7 black cross · f7 black cross · b4 black cross · c4 black cross · d4 black cross · b3 black cross · c3 white king · d3 black cross · b2 black cross · c2 black cross · d2 black cross | d8 black cross · e8 black king · f8 black cross · d7 black cross · e7 black cross · f7 black cross · b4 black cross · c4 black cross · d4 black cross · b3 black cross · c3 white king · d3 black cross · b2 black cross · c2 black cross · d2 black cross | d8 black cross · e8 black king · f8 black cross · d7 black cross · e7 black cross · f7 black cross · b4 black cross · c4 black cross · d4 black cross · b3 black cross · c3 white king · d3 black cross · b2 black cross · c2 black cross · d2 black cross | d8 black cross · e8 black king · f8 black cross · d7 black cross · e7 black cross · f7 black cross · b4 black cross · c4 black cross · d4 black cross · b3 black cross · c3 white king · d3 black cross · b2 black cross · c2 black cross · d2 black cross | d8 black cross · e8 black king · f8 black cross · d7 black cross · e7 black cross · f7 black cross · b4 black cross · c4 black cross · d4 black cross · b3 black cross · c3 white king · d3 black cross · b2 black cross · c2 black cross · d2 black cross | d8 black cross · e8 black king · f8 black cross · d7 black cross · e7 black cross · f7 black cross · b4 black cross · c4 black cross · d4 black cross · b3 black cross · c3 white king · d3 black cross · b2 black cross · c2 black cross · d2 black cross | d8 black cross · e8 black king · f8 black cross · d7 black cross · e7 black cross · f7 black cross · b4 black cross · c4 black cross · d4 black cross · b3 black cross · c3 white king · d3 black cross · b2 black cross · c2 black cross · d2 black cross | d8 black cross · e8 black king · f8 black cross · d7 black cross · e7 black cross · f7 black cross · b4 black cross · c4 black cross · d4 black cross · b3 black cross · c3 white king · d3 black cross · b2 black cross · c2 black cross · d2 black cross | 1 |
|   | a | b | c | d | e | f | g | h |   |

#### Рокада
Други начин кретања краља је рокада, а тај потез је померање краља и било којег топа исте боје у истом реду са краљем, који се рачуна као један једини потез (краљем) и изводи се на следећи начин: краљ се премешта са свог почетног поља два поља према топу, а тада се тај топ премешта на поље које је краљ управо прешао.
|   | a                             | b                             | c                             | d                             | e                             | f                             | g                             | h                             |   |
| 8 | e1 white king · h1 white rook | e1 white king · h1 white rook | e1 white king · h1 white rook | e1 white king · h1 white rook | e1 white king · h1 white rook | e1 white king · h1 white rook | e1 white king · h1 white rook | e1 white king · h1 white rook | 8 |
| 7 | e1 white king · h1 white rook | e1 white king · h1 white rook | e1 white king · h1 white rook | e1 white king · h1 white rook | e1 white king · h1 white rook | e1 white king · h1 white rook | e1 white king · h1 white rook | e1 white king · h1 white rook | 7 |
| 6 | e1 white king · h1 white rook | e1 white king · h1 white rook | e1 white king · h1 white rook | e1 white king · h1 white rook | e1 white king · h1 white rook | e1 white king · h1 white rook | e1 white king · h1 white rook | e1 white king · h1 white rook | 6 |
| 5 | e1 white king · h1 white rook | e1 white king · h1 white rook | e1 white king · h1 white rook | e1 white king · h1 white rook | e1 white king · h1 white rook | e1 white king · h1 white rook | e1 white king · h1 white rook | e1 white king · h1 white rook | 5 |
| 4 | e1 white king · h1 white rook | e1 white king · h1 white rook | e1 white king · h1 white rook | e1 white king · h1 white rook | e1 white king · h1 white rook | e1 white king · h1 white rook | e1 white king · h1 white rook | e1 white king · h1 white rook | 4 |
| 3 | e1 white king · h1 white rook | e1 white king · h1 white rook | e1 white king · h1 white rook | e1 white king · h1 white rook | e1 white king · h1 white rook | e1 white king · h1 white rook | e1 white king · h1 white rook | e1 white king · h1 white rook | 3 |
| 2 | e1 white king · h1 white rook | e1 white king · h1 white rook | e1 white king · h1 white rook | e1 white king · h1 white rook | e1 white king · h1 white rook | e1 white king · h1 white rook | e1 white king · h1 white rook | e1 white king · h1 white rook | 2 |
| 1 | e1 white king · h1 white rook | e1 white king · h1 white rook | e1 white king · h1 white rook | e1 white king · h1 white rook | e1 white king · h1 white rook | e1 white king · h1 white rook | e1 white king · h1 white rook | e1 white king · h1 white rook | 1 |
|   | a                             | b                             | c                             | d                             | e                             | f                             | g                             | h                             |   |

|   | a                             | b                             | c                             | d                             | e                             | f                             | g                             | h                             |   |
| 8 | f1 white rook · g1 white king | f1 white rook · g1 white king | f1 white rook · g1 white king | f1 white rook · g1 white king | f1 white rook · g1 white king | f1 white rook · g1 white king | f1 white rook · g1 white king | f1 white rook · g1 white king | 8 |
| 7 | f1 white rook · g1 white king | f1 white rook · g1 white king | f1 white rook · g1 white king | f1 white rook · g1 white king | f1 white rook · g1 white king | f1 white rook · g1 white king | f1 white rook · g1 white king | f1 white rook · g1 white king | 7 |
| 6 | f1 white rook · g1 white king | f1 white rook · g1 white king | f1 white rook · g1 white king | f1 white rook · g1 white king | f1 white rook · g1 white king | f1 white rook · g1 white king | f1 white rook · g1 white king | f1 white rook · g1 white king | 6 |
| 5 | f1 white rook · g1 white king | f1 white rook · g1 white king | f1 white rook · g1 white king | f1 white rook · g1 white king | f1 white rook · g1 white king | f1 white rook · g1 white king | f1 white rook · g1 white king | f1 white rook · g1 white king | 5 |
| 4 | f1 white rook · g1 white king | f1 white rook · g1 white king | f1 white rook · g1 white king | f1 white rook · g1 white king | f1 white rook · g1 white king | f1 white rook · g1 white king | f1 white rook · g1 white king | f1 white rook · g1 white king | 4 |
| 3 | f1 white rook · g1 white king | f1 white rook · g1 white king | f1 white rook · g1 white king | f1 white rook · g1 white king | f1 white rook · g1 white king | f1 white rook · g1 white king | f1 white rook · g1 white king | f1 white rook · g1 white king | 3 |
| 2 | f1 white rook · g1 white king | f1 white rook · g1 white king | f1 white rook · g1 white king | f1 white rook · g1 white king | f1 white rook · g1 white king | f1 white rook · g1 white king | f1 white rook · g1 white king | f1 white rook · g1 white king | 2 |
| 1 | f1 white rook · g1 white king | f1 white rook · g1 white king | f1 white rook · g1 white king | f1 white rook · g1 white king | f1 white rook · g1 white king | f1 white rook · g1 white king | f1 white rook · g1 white king | f1 white rook · g1 white king | 1 |
|   | a                             | b                             | c                             | d                             | e                             | f                             | g                             | h                             |   |

|   | a                             | b                             | c                             | d                             | e                             | f                             | g                             | h                             |   |
| 8 | a1 white rook · e1 white king | a1 white rook · e1 white king | a1 white rook · e1 white king | a1 white rook · e1 white king | a1 white rook · e1 white king | a1 white rook · e1 white king | a1 white rook · e1 white king | a1 white rook · e1 white king | 8 |
| 7 | a1 white rook · e1 white king | a1 white rook · e1 white king | a1 white rook · e1 white king | a1 white rook · e1 white king | a1 white rook · e1 white king | a1 white rook · e1 white king | a1 white rook · e1 white king | a1 white rook · e1 white king | 7 |
| 6 | a1 white rook · e1 white king | a1 white rook · e1 white king | a1 white rook · e1 white king | a1 white rook · e1 white king | a1 white rook · e1 white king | a1 white rook · e1 white king | a1 white rook · e1 white king | a1 white rook · e1 white king | 6 |
| 5 | a1 white rook · e1 white king | a1 white rook · e1 white king | a1 white rook · e1 white king | a1 white rook · e1 white king | a1 white rook · e1 white king | a1 white rook · e1 white king | a1 white rook · e1 white king | a1 white rook · e1 white king | 5 |
| 4 | a1 white rook · e1 white king | a1 white rook · e1 white king | a1 white rook · e1 white king | a1 white rook · e1 white king | a1 white rook · e1 white king | a1 white rook · e1 white king | a1 white rook · e1 white king | a1 white rook · e1 white king | 4 |
| 3 | a1 white rook · e1 white king | a1 white rook · e1 white king | a1 white rook · e1 white king | a1 white rook · e1 white king | a1 white rook · e1 white king | a1 white rook · e1 white king | a1 white rook · e1 white king | a1 white rook · e1 white king | 3 |
| 2 | a1 white rook · e1 white king | a1 white rook · e1 white king | a1 white rook · e1 white king | a1 white rook · e1 white king | a1 white rook · e1 white king | a1 white rook · e1 white king | a1 white rook · e1 white king | a1 white rook · e1 white king | 2 |
| 1 | a1 white rook · e1 white king | a1 white rook · e1 white king | a1 white rook · e1 white king | a1 white rook · e1 white king | a1 white rook · e1 white king | a1 white rook · e1 white king | a1 white rook · e1 white king | a1 white rook · e1 white king | 1 |
|   | a                             | b                             | c                             | d                             | e                             | f                             | g                             | h                             |   |

|   | a                             | b                             | c                             | d                             | e                             | f                             | g                             | h                             |   |
| 8 | c1 white king · d1 white rook | c1 white king · d1 white rook | c1 white king · d1 white rook | c1 white king · d1 white rook | c1 white king · d1 white rook | c1 white king · d1 white rook | c1 white king · d1 white rook | c1 white king · d1 white rook | 8 |
| 7 | c1 white king · d1 white rook | c1 white king · d1 white rook | c1 white king · d1 white rook | c1 white king · d1 white rook | c1 white king · d1 white rook | c1 white king · d1 white rook | c1 white king · d1 white rook | c1 white king · d1 white rook | 7 |
| 6 | c1 white king · d1 white rook | c1 white king · d1 white rook | c1 white king · d1 white rook | c1 white king · d1 white rook | c1 white king · d1 white rook | c1 white king · d1 white rook | c1 white king · d1 white rook | c1 white king · d1 white rook | 6 |
| 5 | c1 white king · d1 white rook | c1 white king · d1 white rook | c1 white king · d1 white rook | c1 white king · d1 white rook | c1 white king · d1 white rook | c1 white king · d1 white rook | c1 white king · d1 white rook | c1 white king · d1 white rook | 5 |
| 4 | c1 white king · d1 white rook | c1 white king · d1 white rook | c1 white king · d1 white rook | c1 white king · d1 white rook | c1 white king · d1 white rook | c1 white king · d1 white rook | c1 white king · d1 white rook | c1 white king · d1 white rook | 4 |
| 3 | c1 white king · d1 white rook | c1 white king · d1 white rook | c1 white king · d1 white rook | c1 white king · d1 white rook | c1 white king · d1 white rook | c1 white king · d1 white rook | c1 white king · d1 white rook | c1 white king · d1 white rook | 3 |
| 2 | c1 white king · d1 white rook | c1 white king · d1 white rook | c1 white king · d1 white rook | c1 white king · d1 white rook | c1 white king · d1 white rook | c1 white king · d1 white rook | c1 white king · d1 white rook | c1 white king · d1 white rook | 2 |
| 1 | c1 white king · d1 white rook | c1 white king · d1 white rook | c1 white king · d1 white rook | c1 white king · d1 white rook | c1 white king · d1 white rook | c1 white king · d1 white rook | c1 white king · d1 white rook | c1 white king · d1 white rook | 1 |
|   | a                             | b                             | c                             | d                             | e                             | f                             | g                             | h                             |   |

Право на рокаду је изгубљено:
1. ако је краљ већ померан
2. са топом који је већ померан.

Рокада је привремено спречена:
1. ако је поље на коме краљ стоји, или поље које треба да пређе, или поље на које краљ треба да стане нападнуто од једне или више противничких фигура
2. ако између краља и топа, са којим би рокада била извршена, стоји нека друга фигура.

#### Краљ „у шаху“
За краља се каже да је „у шаху“ ако је нападнут са једном или више противничких фигура, чак и онда када се те фигуре и саме не могу померати на то поље због тога што би то оставило или поставило краља исте боје под шахом. Ниједна фигура не може бити померена ако се тим краљ исте боје излаже шаху или доводи тог краља у шах.

## Начин померања фигура

### Жадуб
Сваки потез мора се одиграти само једном руком. Под условом да претходно изрази намеру (нпр. говорећи „жадуб“ или „поправљам“, „намештам“), играч на потезу може поправити положај једне или више фигура на њиховим пољима.

### Намерно дотакнута фигура
1. Изузев тог случаја, ако играч који је на потезу намерно дотакне на табли (правило поп. такнуто-макнуто):
  - једну или више својих фигура, мора померити прву дотакнуту фигуру која се може померити, или
  - једну или више противничких фигура, он мора узети прву дотакнуту фигуру која се може узети, или
  - по једну фигуру сваке боје, мора узети противничку фигуру својом фигуром, или, ако је то немогуће, померити или узети прву такнуту фигуру која може бити померена или узета. Ако је нејасно да ли је играч дотакао своју или противникову фигуру, сматраће се да је играч дотакао своју фигуру пре противничке.
2. Ако играч намерно дотакне свог краља и топа, он мора рокирати на ту страну ако је то могуће. Ако играч намерно дотакне свог топа, па тек потом свог краља, он не може извршити рокаду на ту страну, а случај ће се регулисати по горепоменутом правилу такнуто-макнуто (мора играти топом ако је то могуће). А ако играч у намери да рокира, дотакне краља или пак краља и топа истовремено, али рокада на ту страну није могућа, играч мора вући својим краљем други исправан потез (који може укључивати и рокаду на другу страну). Ако се краљем не може одиграти легалан потез, играч може повући било који други исправан потез. Ако играч промовише пешака, избор промовисане фигуре је коначан када се фигуром дотакне поље промоције.

Играч губи право на рекламацију противниковог прекршаја у вези са 1) и 2) након што намерно дотакне своју фигуру.

#### Завршетак потеза
Када се, као могућ потез или део могућег потеза, фигура испусти на поље, она не може бити повучена на друго поље. Сматра се да је потез завршен:
- у случају узимања, када је узета фигура скинута са табле и када је играч, постављајући властиту фигуру на то ново поље, испустио узету фигуру из руке;
- у случају рокаде, када играч из своје руке испусти топа на поље које је претходно пређено краљем. Када је играч испустио краља из руке, потез још није завршен, али играч више нема право повући неки други потез, осим рокаде на ту страну (ако је то могуће);
- у случају промоције пешака, када је пешак уклоњен са шаховске табле и када играч испусти нову фигуру из руке након њеног постављања на поље промоције. Ако је играч испустио из руке пешака који је стигао на поље промоције, потез још није завршен, али играч више нема право играти пешаком на друго поље.

## Називи фигура
| Језик        | Краљ           | Дама                | Топ         | Ловац         | Скакач      | Пешак                       | Шах (игра)   | Шах (краљ у шаху) | Мат                |
| ------------ | -------------- | ------------------- | ----------- | ------------- | ----------- | --------------------------- | ------------ | ----------------- | ------------------ |
| фигурине     | ♔ ♚            | ♕ ♛                 | ♖ ♜         | ♗ ♝           | ♘ ♞         | ♙ ♟                         | ...          | +                 | #                  |
| Арапски      | م              | ف                   | ر           | فل            | حص          |                             | شطرنج        |                   |                    |
| Велшки       | T teyrn/brenin | B brenhines         | C castell   | E esgob       | M marchog   | (G) gwerinwr                | Gwyddbwyll   | Siach             | Siachmat           |
| Грчки        | Ρ βασιλιάς     | Β βασίλισσα         | Π πύργος    | Α αξιωματικός | Ι ίππος     | (Σ) πιόνι                   | Σκάκι        | Σαχ               | Mάτ                |
| Дански       | K konge        | D dronning          | T tårn      | L løber       | S springer  | (B) bonde                   | Skak         | Skak              | Skakmat            |
| Енглески     | K king         | Q queen             | R rook      | B bishop      | N/Kt knight | (P) pawn                    | Chess        | Check             | Checkmate          |
| Есперанто    | R reĝo         | D damo              | T turo      | K kuriero     | Ĉ ĉevalo    | (P) peono                   | Ŝako         | Ŝak               | Ŝakmato            |
| Естонски     | K kuningas     | L lipp              | V vanker    | O oda         | R ratsu     | (E) ettur                   | Male         | Tuli              | Matt               |
| Индонежански | R raja         | M menteri           | B benteng   | G gajah       | K kuda      | (P) pion                    | Catur        | Skak              | Skak mati          |
| Ирски        | R rí           | B banríon           | C caiseal   | E easpag      | D ridire    | (F) fichillín/ ceithearnach | Ficheall     | Sáinn             | Marbhsháinn        |
| Италијански  | R re           | D donna             | T torre     | A alfiere     | C cavallo   | (P) pedone                  | Scacchi      | Scacco            | Scacco matto       |
| Исландски    | K kóngur       | D drottning         | H hrókur    | B biskup      | R riddari   | (P) peð                     | Skák         | Skák              | Skák og mát        |
| Јапански     | キング         | クイーン            | ルーク      | ビショップ    | ナイト      | ポーン                      | チェス       | 王手              |                    |
| Каталонски   | R rei          | D dama/reina        | T torre     | A alfil       | C cavall    | (P) peó                     | Escacs       | Escac/ Xec        | Escac i mat        |
| Кинески      | K 王           | Q 后                | R 車        | B 象          | N 馬        | 兵                          | 國際象棋     | 將軍              | 將死               |
| Корејски     | K 킹           | Q 퀸                | R 룩        | B 비숍        | N 나이트    | (P) 폰                      | 체스         |                   |                    |
| Латински     | K rex          | Q regina            | R turris    | B episcopus   | N eques     | (P) pedes                   | Scacci       | Scaccus           | Mattus             |
| Летонски     | K karalis      | D dāma              | T tornis    | L laidnis     | Z zirgs     | (B) bandinieks              | Šahs         | Šahs              | Šahs un mats       |
| Литвански    | K karalius     | V valdovė           | B bokštas   | R rikis       | Ž žirgas    | (P) pėstininkas             | Šachmatai    | Šach              | Matas              |
| Луксембуршки | K kinnek       | D damm              | T tuerm     | L leefer      | P päerd     | (B) bauer                   | Schach       | Schach            | Schachmatt         |
| Мађарски     | K király       | V vezér             | B bástya    | F futó        | H huszár    | (P) gyalog/ paraszt         | Sakk         | Sakk              | Matt               |
| Немачки      | K König        | D Dame              | T Turm      | L Läufer      | S Springer  | (B) Bauer                   | Schach       | Schach            | Schachmatt         |
| Норвешки     | K konge        | D dronning          | T tårn      | L løper       | S springer  | (B) bonde                   | Sjakk        | Sjakk             | Sjakkmatt          |
| Персијски    | ش شاه          | و وزیر              | ق/ر قلعه/رخ | ف فیل         | ا اسب       | س سرباز                     | شطرنج        | کیش               | کیش‌مات             |
| Пољски       | K król         | H hetman            | W wieża     | G goniec      | S skoczek   | (P) pion                    | Szachy       | Szach             | Mat                |
| Португалски  | R rei          | D dama/rainha       | T torre     | B bispo       | C cavalo    | (P) peão                    | Xadrez       | Xeque             | Xeque-mate         |
| Румунски     | R rege         | D regină            | T turn      | N nebun       | C cal       | (P) pion                    | Şah          | Şah               | Mat                |
| Руски        | Кр король      | Ф ферзь             | Л ладья     | С слон        | К конь      | (П) пешка                   | Шахматы      | Шах               | Мат                |
| Сицилијански | R re           | D riggina           | T turru     | A alferu      | S scecchu   | (P) pidinu                  | Scacchi      |                   |                    |
| Словачки     | K kráľ         | D dáma              | V veža      | S strelec     | J jazdec    | (P) pešiak                  | Šach         | Šach              |                    |
| Словеначки   | K kralj        | D dama              | T trdnjava  | L lovec       | S skakač    | (P) kmet                    | Šah          | Šah               | Mat/Šahmat         |
| Српски       | К краљ         | Д дама              | Т топ       | Л ловац       | С скакач    | (П) пешак                   | Шах          | Шах               | Мат                |
| Телугу       | రాజు             | మంత్రి                 | ఏనుగు         | శకటు           | గుర్రం         | బంటు                          | చదరంగం         | దాడి                | కట్టు                |
| Турски       | Ş/K şah/kral   | V vezir             | K kale      | F fil         | A at        | (P) asker/piyon             | Satranç      | Şah               | Mat                |
| Украјински   | Kр король      | D королева          | T тура      | C слон        | K кінь      | (П) пішак                   | Шахи         | Шах               | Мат                |
| Фински       | K kuningas     | D daami/ kuningatar | T torni     | L lähetti     | R ratsu     | (S) sotilas                 | Shakki       | Shakki            | Matti/ Shakkimatti |
| Француски    | R roi          | D dame              | T tour      | F fou         | C cavalier  | (P) pion                    | Jeu d'échecs | Échec             | Échec et mat       |
| Хебрејски    | מלך            | מלכה                | צריח        | רץ            | פרש         | רגלי                        | שחמט         | שח                | מט                 |
| Хинду        | R raja         | V vajeer            | H hathi     | O oont        | G ghoda     | (P) pyada                   | en:Shatranj  | Shah              | Maat               |
| Холандски    | K koning       | D dame              | T toren     | L loper       | P paard     | (P) pion                    | Schaken      | Schaak            | Mat                |
| Чешки        | K král         | D dáma              | V věž       | S střelec     | J jezdec    | (P) pěšec                   | Šachy        | Šach              | Mat                |
| Шведски      | K kung         | D dam               | T torn      | L löpare      | S springare | (B) bonde                   | Schack       | Schack            | Schack matt        |
| Шпански      | R rey          | D dama/reina        | T torre     | A alfil       | C caballo   | (P) peón                    | Ajedrez      | Jaque             | Jaque mate         |